# Primera B de Chile 2016-17
El Campeonato Nacional de Primera División B de la Asociación Nacional de Fútbol Profesional 2016-17, o simplemente Campeonato Nacional Loto 2016-17 (por razones de patrocinio), fue la edición N.º 67 de este torneo. Corresponde a la temporada 2016-2017 de la Primera B del fútbol chileno. Es organizado por la Asociación Nacional de Fútbol Profesional de Chile (ANFP). Comenzó el día 30 de julio de 2016 y finalizó el 30 de abril de 2017.
Con respecto a los clubes nuevos, se suman los 2 clubes descendidos de Primera División 2016, que son San Marcos de Arica y Unión La Calera, más el ascendido desde la Segunda División Profesional, que es Deportes Valdivia, en desmedro del campeón (Deportes Temuco) y el ganador de la Liguilla Final (Everton), que ascendieron en el torneo pasado, y el descendido (Barnechea) a la tercera categoría del fútbol chileno, respectivamente. 
Por su condición, careció de descensos.

## Sistema de campeonato

### Durante el torneo
Se jugarán 30 fechas divididas en 2 ruedas, bajo el sistema conocido como todos contra todos, quedando 1 club libre por fecha. En este torneo, se observará el sistema de puntos, de acuerdo a la reglamentación de la Internacional F.A. Board, asignándose tres puntos, al equipo que resulte ganador; un punto, a cada uno en caso de empate; y cero punto al perdedor.
El orden de clasificación de los equipos, se determinará en una tabla de cómputo general, de la siguiente manera:
- A) Mayor cantidad de puntos obtenidos; en caso de igualdad;
- B) Mayor diferencia entre los goles marcados y recibidos; en caso de igualdad;
- C) Mayor cantidad de partidos ganados; en caso de igualdad;
- D) Mayor cantidad de goles convertidos; en caso de igualdad;
- E) Mayor cantidad de goles de visita marcados; en caso de igualdad;
- F) Menor cantidad de tarjetas rojas recibidas; en caso de igualdad;
- G) Menor cantidad de tarjetas amarillas recibidas; en caso de igualdad;
- H) Sorteo.

En cuanto al campeón del torneo 2016-17, se definirá de acuerdo al siguiente sistema:
- A) Mayor cantidad de puntos obtenidos; en caso de igualdad;
- B) Partido de definición en cancha neutral.

En caso de que la igualdad sea de más de dos equipos, esta se dejará reducida a dos clubes,
de acuerdo al orden de clasificación de los equipos determinado anteriormente.

### Finalizado el torneo
- El equipo que finalice en el primer lugar, ascenderá a la Primera División para la temporada 2017.
- El equipo que finalice en el segundo lugar, clasifica a repechaje, por un ascenso a la Primera División para la temporada 2018. Su rival, será el campeón del Torneo de Transición de Primera B 2017. El ganador de esta llave, enfrenta en partidos de ida y vuelta al último lugar del Torneo de Transición de Primera División 2017. El ganador queda en la máxima categoría para el año 2018.

## Árbitros
Esta es la lista de árbitros del torneo de Primera B edición 2016-17. Los árbitros de la Primera División, pueden arbitrar en la parte final de este torneo, siempre y cuando no sean designados, para arbitrar en una fecha del campeonato de la categoría mencionada. Los árbitros de la Segunda División Profesional, Fabián Aracena y Felipe Jara, se integran a esta categoría, mientras que Christian Rojas, pasó a arbitar a la Primera División. En la segunda rueda, los árbitros de la Segunda División Profesional, Cristián Droguett (que arbitró en la Primera B, en la temporada 2013-14) y Benjamín Saravia, se incorporan a la categoría. para reemplazar a Héctor Jona, quien partió a arbitrar a la Primera División, debido al retiro de Claudio Puga. 
| Árbitros          | Edad    | Categoría |
| ----------------- | ------- | --------- |
| Fabián Aracena    | 40 años |           |
| Claudio Aranda    | 52 años |           |
| Patricio Blanca   | 43 años |           |
| José Cabero       | 40 años |           |
| Cristián Droguett | 46 años |           |
| Nicolás Gamboa    | 37 años |           |
| Marcelo González  | 45 años |           |
| Felipe Jara       | 40 años |           |
| Marcelo Jeria     | 42 años |           |
| Héctor Jona       | 42 años |           |
| Nicolás Muñoz     | 40 años |           |
| Omar Oporto       | 41 años |           |
| Cristián Pavez    | 45 años |           |
| Benjamín Saravia  | 37 años |           |

Nota: Claudio Aranda se retiró en diciembre de 2016, apenas finalizó la primera rueda del torneo. El árbitro de la Segunda División Profesional, Cristián Droguett, será su reemplazante en la segunda rueda.

## Equipos participantes

### Equipos por región
| San Marcos de Arica Cobreloa Deportes Copiapó Deportes La Serena Coquimbo Unido Unión La Calera Unión San Felipe Curicó Unido Rangers Ñublense Iberia Deportes Valdivia D. Puerto Montt |

| Equipo                | Región             | Comuna o ciudad         |
| --------------------- | ------------------ | ----------------------- |
| San Marcos de Arica   | Arica y Parinacota | Arica                   |
| Cobreloa              | Antofagasta        | Calama                  |
| Deportes Copiapó      | Atacama            | Copiapó                 |
| Coquimbo Unido        | Coquimbo           | Coquimbo                |
| Deportes La Serena    | Coquimbo           | La Serena               |
| Unión La Calera       | Valparaíso         | La Calera               |
| Unión San Felipe      | Valparaíso         | San Felipe              |
| Magallanes            | Metropolitana      | Santiago (San Bernardo) |
| Santiago Morning      | Metropolitana      | Santiago (La Pintana)   |
| Curicó Unido          | Maule              | Curicó                  |
| Rangers               | Maule              | Talca                   |
| Ñublense              | Biobío             | Chillán                 |
| Iberia                | Biobío             | Los Ángeles             |
| Deportes Valdivia     | Los Ríos           | Valdivia                |
| Deportes Puerto Montt | Los Lagos          | Puerto Montt            |

| Magallanes Santiago Morning |

| Equipo                | Región             | Comuna o ciudad         |
| --------------------- | ------------------ | ----------------------- |
| San Marcos de Arica   | Arica y Parinacota | Arica                   |
| Cobreloa              | Antofagasta        | Calama                  |
| Deportes Copiapó      | Atacama            | Copiapó                 |
| Coquimbo Unido        | Coquimbo           | Coquimbo                |
| Deportes La Serena    | Coquimbo           | La Serena               |
| Unión La Calera       | Valparaíso         | La Calera               |
| Unión San Felipe      | Valparaíso         | San Felipe              |
| Magallanes            | Metropolitana      | Santiago (San Bernardo) |
| Santiago Morning      | Metropolitana      | Santiago (La Pintana)   |
| Curicó Unido          | Maule              | Curicó                  |
| Rangers               | Maule              | Talca                   |
| Ñublense              | Biobío             | Chillán                 |
| Iberia                | Biobío             | Los Ángeles             |
| Deportes Valdivia     | Los Ríos           | Valdivia                |
| Deportes Puerto Montt | Los Lagos          | Puerto Montt            |

| Magallanes Santiago Morning |

### Ascensos y descensos

#### Equipos entrantes
| Pos. | Descendidos a la Primera B 2016-17 |
| ---- | ---------------------------------- |
| 15º  | San Marcos de Arica                |
| 16º  | Unión La Calera                    |

| Pos. | Ascendido a la Primera B 2016-17 |
| ---- | -------------------------------- |
| 1º   | Deportes Valdivia                |

#### Equipos salientes
| Pos. | Descendido a la Segunda División 2016-17 |
| ---- | ---------------------------------------- |
| 16º  | Barnechea                                |

| Pos. | Ascendidos a la Primera División 2016-17 |
| ---- | ---------------------------------------- |
| 1º   | Deportes Temuco                          |
| 6º   | Everton                                  |

| Pos. | Desafiliado del fútbol profesional |
| ---- | ---------------------------------- |
| 8º   | Deportes Concepción                |

### Información de los equipos
| Equipo                | Entrenador             | Estadio Principal          | Capacidad | Marca                 | Sponsor Principal |
| Cobreloa              | José Sulantay          | Zorros del Desierto        | 12.102    | Macron                | Finning CAT       |
| Coquimbo Unido        | Juan José Ribera       | Francisco Sánchez Rumoroso | 18.000    | Icone Sports          | TPC               |
| Curicó Unido          | Luis Marcoleta         | La Granja                  | 8.000     | Onefit                | Multihogar        |
| Deportes Copiapó      | Rubén Sánchez          | La Caldera                 | 3.000     | Onefit                | Aguas Chañar      |
| Deportes La Serena    | Jaime García           | La Portada                 | 18.243    | Cafú                  | PF                |
| Deportes Puerto Montt | Erwin Durán            | Chinquihue                 | 11.000    | KS7                   | PF                |
| Deportes Valdivia     | Claudio Rojas          | Parque Municipal           | 5.397     | Onefit                | AFP Modelo        |
| Iberia                | Nelson Soto            | Municipal de Los Ángeles   | 4.150     | Training Professional | VTR               |
| Magallanes            | Hugo Balladares        | Municipal de San Bernardo  | 3.500     | KS7                   | Besalco           |
| Ñublense              | Rubén Espinoza         | Nelson Oyarzún Arenas      | 12.000    | Select                | Di Trevi          |
| Rangers               | Luis Guajardo          | Fiscal de Talca            | 8.324     | Training Professional | PF                |
| San Marcos de Arica   | Ariel Pereyra          | Carlos Dittborn            | 10.000    | KS7                   | TPA               |
| Santiago Morning      | Hernán Godoy           | Municipal de La Pintana    | 6.000     | Training Professional | Finasur           |
| Unión La Calera       | Christian Lovrincevich | Nicolás Chahuán Nazar      | 10.000    | KS7                   |                   |
| Unión San Felipe      | César Vigevani         | Municipal de San Felipe    | 10.000    | KS7                   | PF                |

#### Cambios de entrenadores
Los entrenadores interinos aparecen en cursiva.
| Equipo              | Entrenador             | Fechas        |
| ------------------- | ---------------------- | ------------- |
| Deportes La Serena  | Luis Musrri            | 1 - 6         |
| Deportes La Serena  | Jaime García           | 7 - Presente  |
| Deportes Copiapó    | Francisco Michea       | 1 - 7         |
| Deportes Copiapó    | Rubén Sánchez          | 8 - Presente  |
| Cobreloa            | Carlos Rojas           | 1 - 4         |
| Cobreloa            | César Bravo            | 5 - 13        |
| Cobreloa            | Rodrigo Meléndez       | 14 - 15       |
| Cobreloa            | José Sulantay          | 16 - Presente |
| Unión La Calera     | Miguel Alegre          | 1 - 6         |
| Unión La Calera     | Humberto Grondona      | 7 - 15        |
| Unión La Calera     | Christian Lovrincevich | 16 - Presente |
| Unión San Felipe    | Christian Lovrincevich | 1 - 14        |
| Unión San Felipe    | Omar Arcos             | 15            |
| Unión San Felipe    | César Vigevani         | 16 - Presente |
| San Marcos de Arica | Emiliano Astorga       | 1 - 15        |
| San Marcos de Arica | Ariel Pereyra          | 16 - Presente |
| Magallanes          | Ariel Pereyra          | 1 - 15        |
| Magallanes          | Hugo Balladares        | 16 - Presente |
| Rangers             | Héctor Almandoz        | 1 - 10        |
| Rangers             | Víctor Rivero          | 11 - 24       |
| Rangers             | Luis Guajardo          | 25 - 29       |
| Rangers             | Hector Tapia           | 30 - Presente |
| Deportes Valdivia   | Ricardo Lunari         | 1 - 10        |
| Deportes Valdivia   | Víctor Cancino         | 11            |
| Deportes Valdivia   | Germán Cavalieri       | 12 - 26       |
| Deportes Valdivia   | Claudio Rojas          | 27 - Presente |
| Ñublense            | Pablo Abraham          | 1 - 26        |
| Ñublense            | Rubén Espinoza         | 27 - Presente |

## Tabla general
Fecha de actualización: 11 de mayo de 2017
| Pos. | Equipos                 | PTS | PJ | PG | PE | PP | GF | GC | DIF | REND. |
| --- | ----------------------- | --- | -- | -- | -- | -- | -- | -- | --- | ----- |
| 1. | Curicó Unido (C)        | 57  | 28 | 16 | 9  | 3  | 43 | 22 | +21 | 67,9% |
| 2. | San Marcos de Arica (L) | 50  | 28 | 14 | 8  | 6  | 36 | 24 | +12 | 59,5% |
| 3. | Coquimbo Unido          | 43  | 28 | 12 | 7  | 9  | 33 | 28 | +5  | 51,2% |
| 4. | Deportes La Serena      | 43  | 28 | 12 | 7  | 9  | 36 | 32 | +4  | 51,2% |
| 5. | Santiago Morning        | 42  | 28 | 12 | 6  | 10 | 36 | 30 | +6  | 50%   |
| 6. | Cobreloa                | 41  | 28 | 11 | 8  | 9  | 44 | 36 | +8  | 48,8% |
| 7. | Rangers                 | 40  | 28 | 10 | 10 | 8  | 34 | 35 | -1  | 47,6% |
| 8. | Magallanes              | 36  | 28 | 9  | 9  | 10 | 33 | 33 | 0   | 44%   |
| 9. | Deportes Puerto Montt** | 34  | 28 | 8  | 13 | 7  | 21 | 21 | 0   | 40,5% |
| 10. | Unión San Felipe        | 32  | 28 | 7  | 11 | 10 | 31 | 30 | +1  | 38,1% |
| 11. | Deportes Copiapó        | 32  | 28 | 7  | 11 | 10 | 20 | 22 | -2  | 38,1% |
| 12. | Deportes Valdivia       | 32  | 28 | 8  | 8  | 12 | 29 | 42 | -13 | 38,1% |
| 13. | Ñublense                | 29  | 28 | 6  | 11 | 11 | 25 | 34 | -9  | 34,5% |
| 14. | Iberia                  | 28  | 28 | 7  | 7  | 14 | 41 | 51 | -10 | 33,3% |
| 15. | Unión La Calera*        | 18  | 28 | 4  | 9  | 15 | 23 | 45 | -22 | 21,4% |
| *: Perdió 3 puntos por tema de su ex DT Mario Pobersnik. **: Perdió 3 puntos por tema de atraso en pago de sueldos. |                         |     |    |    |    |    |    |    |     |       |

     Campeón Anual. Ascendió al Torneo de Transición Scotiabank Primera División 2017.

     Subcampeón Anual. Enfrentará al Campeón del Torneo de Transición Loto Primera B 2017. El ganador enfrentará al último de la tabla acumulada de la Primera División.

## Evolución de la tabla de posiciones

### Primera rueda
| Equipo / Fecha        | 01 | 02 | 03 | 04 | 05 | 06 | 07 | 08 | 09 | 10 | 11 | 12 | 13 | 14 | 15 |
| --------------------- | -- | -- | -- | -- | -- | -- | -- | -- | -- | -- | -- | -- | -- | -- | -- |
| Curicó Unido          | 6  | 1  | 3  | 6  | 8  | 5  | 2  | 1  | 2  | 3  | 2  | 2  | 2  | 1  | 1  |
| San Marcos de Arica   | 6  | 6  | 5  | 3  | 3  | 3  | 3  | 5  | 4  | 2  | 1  | 1  | 1  | 2  | 2  |
| Santiago Morning      | 1  | 7  | 2  | 1  | 2  | 1  | 1  | 3  | 1  | 1  | 3  | 3  | 3  | 3  | 3  |
| Rangers               | 6  | 5  | 6  | 2  | 1  | 2  | 5  | 2  | 3  | 5  | 4  | 4  | 4  | 4  | 4  |
| Unión San Felipe      | 4  | 3  | 7  | 5  | 7  | 10 | 8  | 10 | 8  | 6  | 6  | 7  | 7  | 7  | 5  |
| Coquimbo Unido        | 3  | 4  | 1  | 4  | 6  | 4  | 6  | 4  | 5  | 4  | 5  | 6  | 6  | 5  | 6  |
| Deportes Copiapó      | 13 | 15 | 9  | 11 | 9  | 8  | 9  | 9  | 7  | 9  | 9  | 11 | 9  | 9  | 7  |
| Magallanes            | 6  | 9  | 10 | 9  | 5  | 9  | 10 | 7  | 9  | 7  | 8  | 5  | 5  | 6  | 8  |
| Deportes La Serena    | 15 | 13 | 15 | 14 | 13 | 13 | 15 | 15 | 13 | 13 | 10 | 9  | 8  | 8  | 9  |
| Iberia                | 4  | 8  | 4  | 7  | 4  | 6  | 4  | 6  | 6  | 8  | 7  | 8  | 10 | 10 | 10 |
| Ñublense              | 2  | 2  | 8  | 8  | 10 | 7  | 7  | 8  | 10 | 10 | 11 | 10 | 11 | 11 | 11 |
| Cobreloa              | 14 | 11 | 12 | 15 | 14 | 15 | 12 | 12 | 12 | 12 | 13 | 14 | 14 | 12 | 12 |
| Deportes Puerto Montt | 12 | 14 | 13 | 13 | 12 | 14 | 11 | 11 | 11 | 11 | 12 | 13 | 12 | 14 | 13 |
| Deportes Valdivia     | 6  | 10 | 11 | 12 | 15 | 12 | 13 | 13 | 14 | 14 | 14 | 12 | 13 | 13 | 14 |
| Unión La Calera       | 6  | 12 | 14 | 10 | 11 | 11 | 14 | 14 | 15 | 15 | 15 | 15 | 15 | 15 | 15 |

### Segunda rueda
| Equipo / Fecha        | 16 | 17 | 18 | 19 | 20 | 21 | 22 | 23 | 24 | 25 | 26 | 27 | 28 | 29 | 30 |
| --------------------- | -- | -- | -- | -- | -- | -- | -- | -- | -- | -- | -- | -- | -- | -- | -- |
| Curicó Unido          | 1  | 1  | 1  | 1  | 1  | 1  | 1  | 1  | 1  | 1  | 1  | 1  | 1  | 1  | 1  |
| San Marcos de Arica   | 2  | 2  | 2  | 2  | 2  | 2  | 2  | 2  | 2  | 2  | 2  | 2  | 2  | 2  | 2  |
| Coquimbo Unido        | 6  | 4  | 6  | 6  | 6  | 4  | 5  | 4  | 3  | 3  | 3  | 3  | 4  | 4  | 3  |
| Deportes La Serena    | 9  | 6  | 10 | 10 | 7  | 7  | 3  | 3  | 4  | 5  | 5  | 4  | 7  | 3  | 4  |
| Santiago Morning      | 3  | 5  | 3  | 4  | 4  | 5  | 6  | 5  | 6  | 4  | 4  | 6  | 6  | 6  | 5  |
| Cobreloa              | 12 | 12 | 11 | 12 | 12 | 13 | 12 | 12 | 14 | 12 | 12 | 8  | 8  | 7  | 6  |
| Rangers               | 4  | 3  | 4  | 3  | 3  | 3  | 4  | 7  | 8  | 6  | 6  | 5  | 3  | 5  | 7  |
| Deportes Puerto Montt | 13 | 13 | 13 | 13 | 13 | 11 | 9  | 8  | 5  | 7  | 7  | 9  | 9  | 9  | 8  |
| Magallanes            | 5  | 7  | 5  | 5  | 5  | 6  | 8  | 6  | 7  | 8  | 8  | 7  | 5  | 8  | 9  |
| Unión San Felipe      | 7  | 9  | 8  | 8  | 10 | 9  | 10 | 10 | 10 | 10 | 11 | 12 | 10 | 10 | 10 |
| Deportes Copiapó      | 8  | 8  | 7  | 7  | 8  | 8  | 7  | 9  | 9  | 9  | 9  | 10 | 11 | 11 | 11 |
| Deportes Valdivia     | 14 | 14 | 14 | 14 | 14 | 14 | 14 | 14 | 13 | 11 | 13 | 11 | 12 | 13 | 12 |
| Ñublense              | 11 | 10 | 9  | 11 | 11 | 10 | 11 | 11 | 12 | 14 | 14 | 14 | 14 | 12 | 13 |
| Iberia                | 10 | 11 | 12 | 9  | 9  | 12 | 13 | 13 | 11 | 13 | 10 | 13 | 13 | 14 | 14 |
| Unión La Calera       | 15 | 15 | 15 | 15 | 15 | 15 | 15 | 15 | 15 | 15 | 15 | 15 | 15 | 15 | 15 |

## Resultados

### Primera rueda
| Fecha 1                      | Fecha 1           | Fecha 1                                                        | Fecha 1             | Fecha 1 | Fecha 1                    | Fecha 1         | Fecha 1     | Fecha 1 | Fecha 1 | Fecha 1 | Fecha 1 |
|                              | Local             | Resultado                                                      | Visitante           |         | Estadio                    | Árbitro         | Fecha       | Hora    | TV      |         |         |
| ---------------------------- | ----------------- | -------------------------------------------------------------- | ------------------- | ------- | -------------------------- | --------------- | ----------- | ------- | ------- | ------- | ------- |
|                              | Curicó Unido      | 1 - 1 Archivado el 20 de diciembre de 2016 en Wayback Machine. | Rangers             |         | La Granja                  | Nicolás Muñoz   | 30 de julio | 15:30   |         |         |         |
|                              | Coquimbo Unido    | 1 - 0 Archivado el 20 de diciembre de 2016 en Wayback Machine. | Cobreloa            |         | Francisco Sánchez Rumoroso | Carlos Rumiano  | 30 de julio | 16:00   |         |         |         |
|                              | Magallanes        | 1 - 1 Archivado el 20 de diciembre de 2016 en Wayback Machine. | San Marcos de Arica |         | Municipal de San Bernardo  | Claudio Aranda  | 31 de julio | 15:00   |         |         |         |
|                              | Santiago Morning  | 3 - 0 Archivado el 20 de diciembre de 2016 en Wayback Machine. | Deportes La Serena  |         | Municipal de La Pintana    | Héctor Jona     | 31 de julio | 15:30   |         |         |         |
|                              | Iberia            | 2 - 2 Archivado el 20 de diciembre de 2016 en Wayback Machine. | Unión San Felipe    |         | Municipal de Los Ángeles   | Rafael Troncoso | 31 de julio | 15:30   |         |         |         |
|                              | Deportes Copiapó  | 1 - 2 Archivado el 20 de diciembre de 2016 en Wayback Machine. | Ñublense            |         | Eladio Rojas Díaz          | Marcelo Jeria   | 31 de julio | 16:00   |         |         |         |
|                              | Deportes Valdivia | 3 - 0 Archivado el 20 de diciembre de 2016 en Wayback Machine. | Unión La Calera     |         | Chinquihue                 | Fabián Aracena  | 31 de julio | 17:00   |         |         |         |
| Libre: Deportes Puerto Montt |                   |                                                                |                     |         |                            |                 |             |         |         |         |         |

| Fecha 2                  | Fecha 2             | Fecha 2                                                                                                 | Fecha 2               | Fecha 2 | Fecha 2                 | Fecha 2         | Fecha 2     | Fecha 2 | Fecha 2 | Fecha 2 | Fecha 2 |
|                          | Local               | Resultado                                                                                               | Visitante             |         | Estadio                 | Árbitro         | Fecha       | Hora    | TV      |         |         |
| ------------------------ | ------------------- | --- | --------------------- | ------- | ----------------------- | --------------- | ----------- | ------- | ------- | ------- | ------- |
|                          | Rangers             | 1 - 0 Archivado el 20 de diciembre de 2016 en Wayback Machine.                                          | Santiago Morning      |         | Fiscal de Talca         | Cristián Pavez  | 6 de agosto | 16:00   |         |         |         |
|                          | Unión San Felipe    | 1 - 0 (enlace roto disponible en Internet Archive; véase el historial, la primera versión y la última). | Deportes Puerto Montt |         | Municipal de San Felipe | Nicolás Gamboa  | 7 de agosto | 15:30   |         |         |         |
|                          | Ñublense            | 1 - 1 Archivado el 20 de diciembre de 2016 en Wayback Machine.                                          | Magallanes            |         | Nelson Oyarzún Arenas   | Omar Oporto     | 7 de agosto | 15:30   |         |         |         |
|                          | Deportes La Serena  | 1 - 1 Archivado el 20 de diciembre de 2016 en Wayback Machine.                                          | Coquimbo Unido        |         | La Portada              | Patricio Blanca | 7 de agosto | 15:30   |         |         |         |
|                          | San Marcos de Arica | 1 - 0 Archivado el 20 de diciembre de 2016 en Wayback Machine.                                          | Deportes Copiapó      |         | Carlos Dittborn         | Felipe Jara     | 7 de agosto | 16:00   |         |         |         |
|                          | Cobreloa            | 2 - 2 Archivado el 20 de diciembre de 2016 en Wayback Machine.                                          | Iberia                |         | Zorros del Desierto     | José Cabero     | 7 de agosto | 16:00   |         |         |         |
|                          | Unión La Calera     | 0 - 2 Archivado el 20 de diciembre de 2016 en Wayback Machine.                                          | Curicó Unido          |         | Lucio Fariña Fernández  | Carlos Rumiano  | 8 de agosto | 19:30   |         |         |         |
| Libre: Deportes Valdivia |                     | |                       |         |                         |                 |             |         |         |         |         |

| Fecha 3         | Fecha 3               | Fecha 3                                                        | Fecha 3             | Fecha 3 | Fecha 3                    | Fecha 3         | Fecha 3      | Fecha 3 | Fecha 3 | Fecha 3 | Fecha 3 |
|                 | Local                 | Resultado                                                      | Visitante           |         | Estadio                    | Árbitro         | Fecha        | Hora    | TV      |         |         |
| --------------- | --------------------- | -------------------------------------------------------------- | ------------------- | ------- | -------------------------- | --------------- | ------------ | ------- | ------- | ------- | ------- |
|                 | Coquimbo Unido        | 2 - 0 Archivado el 20 de diciembre de 2016 en Wayback Machine. | Ñublense            |         | Francisco Sánchez Rumoroso | Nicolás Gamboa  | 13 de agosto | 16:00   |         |         |         |
|                 | Deportes Puerto Montt | 1 - 1 Archivado el 20 de diciembre de 2016 en Wayback Machine. | San Marcos de Arica |         | Chinquihue                 | Patricio Blanca | 13 de agosto | 18:00   |         |         |         |
|                 | Curicó Unido          | 1 - 1 Archivado el 20 de diciembre de 2016 en Wayback Machine. | Deportes Valdivia   |         | La Granja                  | Omar Oporto     | 13 de agosto | 19:00   |         |         |         |
|                 | Deportes Copiapó      | 2 - 0 Archivado el 20 de diciembre de 2016 en Wayback Machine. | Unión San Felipe    |         | La Caldera                 | Fabián Aracena  | 14 de agosto | 15:00   |         |         |         |
|                 | Iberia                | 3 - 2 Archivado el 20 de diciembre de 2016 en Wayback Machine. | Deportes La Serena  |         | Municipal de Los Ángeles   | Marcelo Jeria   | 14 de agosto | 15:30   |         |         |         |
|                 | Magallanes            | 0 - 0 Archivado el 20 de diciembre de 2016 en Wayback Machine. | Rangers             |         | Municipal de San Bernardo  | Héctor Jona     | 14 de agosto | 15:30   |         |         |         |
|                 | Santiago Morning      | 2 - 1 Archivado el 20 de diciembre de 2016 en Wayback Machine. | Unión La Calera     |         | Municipal de La Pintana    | Claudio Aranda  | 15 de agosto | 16:00   |         |         |         |
| Libre: Cobreloa |                       |                                                                |                     |         |                            |                 |              |         |         |         |         |

| Fecha 4             | Fecha 4             | Fecha 4                                                                                                 | Fecha 4               | Fecha 4 | Fecha 4                 | Fecha 4        | Fecha 4      | Fecha 4 | Fecha 4 | Fecha 4 | Fecha 4 |
|                     | Local               | Resultado                                                                                               | Visitante             |         | Estadio                 | Árbitro        | Fecha        | Hora    | TV      |         |         |
| ------------------- | ------------------- | --- | --------------------- | ------- | ----------------------- | -------------- | ------------ | ------- | ------- | ------- | ------- |
|                     | Unión La Calera     | 2 - 0 (enlace roto disponible en Internet Archive; véase el historial, la primera versión y la última). | Iberia                |         | Lucio Fariña Fernández  | Cristián Pavez | 20 de agosto | 16:00   |         |         |         |
|                     | Deportes La Serena  | 0 - 0 Archivado el 20 de diciembre de 2016 en Wayback Machine.                                          | Magallanes            |         | La Portada              | Nicolás Muñoz  | 20 de agosto | 18:00   |         |         |         |
|                     | Rangers             | 2 - 0 Archivado el 20 de diciembre de 2016 en Wayback Machine.                                          | Deportes Copiapó      |         | Fiscal de Talca         | José Cabero    | 20 de agosto | 20:00   |         |         |         |
|                     | Ñublense            | 0 - 0 Archivado el 20 de diciembre de 2016 en Wayback Machine.                                          | Deportes Puerto Montt |         | Nelson Oyarzún Arenas   | Felipe Jara    | 21 de agosto | 15:30   |         |         |         |
|                     | Unión San Felipe    | 3 - 2 Archivado el 20 de diciembre de 2016 en Wayback Machine.                                          | Cobreloa              |         | Municipal de San Felipe | Claudio Aranda | 21 de agosto | 15:30   |         |         |         |
|                     | Deportes Valdivia   | 0 - 1 Archivado el 20 de diciembre de 2016 en Wayback Machine.                                          | Santiago Morning      |         | Parque Municipal        | Fabián Aracena | 21 de agosto | 16:00   |         |         |         |
|                     | San Marcos de Arica | 1 - 0 Archivado el 20 de diciembre de 2016 en Wayback Machine.                                          | Coquimbo Unido        |         | Carlos Dittborn         | Omar Oporto    | 21 de agosto | 17:00   |         |         |         |
| Libre: Curicó Unido |                     | |                       |         |                         |                |              |         |         |         |         |

| Fecha 5                 | Fecha 5               | Fecha 5                                                        | Fecha 5             | Fecha 5 | Fecha 5                    | Fecha 5          | Fecha 5      | Fecha 5 | Fecha 5 | Fecha 5 | Fecha 5 |
|                         | Local                 | Resultado                                                      | Visitante           |         | Estadio                    | Árbitro          | Fecha        | Hora    | TV      |         |         |
| ----------------------- | --------------------- | -------------------------------------------------------------- | ------------------- | ------- | -------------------------- | ---------------- | ------------ | ------- | ------- | ------- | ------- |
|                         | Deportes Copiapó      | 3 - 0 Archivado el 20 de diciembre de 2016 en Wayback Machine. | Unión La Calera     |         | La Caldera                 | Felipe Jara      | 27 de agosto | 15:00   |         |         |         |
|                         | Coquimbo Unido        | 1 - 2 Archivado el 20 de diciembre de 2016 en Wayback Machine. | Rangers             |         | Francisco Sánchez Rumoroso | Nicolás Muñoz    | 27 de agosto | 18:00   |         |         |         |
|                         | Deportes Puerto Montt | 1 - 1 Archivado el 20 de diciembre de 2016 en Wayback Machine. | Deportes La Serena  |         | Chinquihue                 | Nicolás Gamboa   | 27 de agosto | 19:00   |         |         |         |
|                         | Santiago Morning      | 0 - 0 Archivado el 20 de diciembre de 2016 en Wayback Machine. | Curicó Unido        |         | Municipal de La Pintana    | Marcelo Jeria    | 28 de agosto | 12:00   |         |         |         |
|                         | Iberia                | 3 - 2 Archivado el 20 de diciembre de 2016 en Wayback Machine. | Ñublense            |         | Municipal de Los Ángeles   | José Cabero      | 28 de agosto | 15:30   |         |         |         |
|                         | Magallanes            | 2 - 0 Archivado el 20 de diciembre de 2016 en Wayback Machine. | Deportes Valdivia   |         | Municipal de San Bernardo  | Marcelo González | 28 de agosto | 16:00   |         |         |         |
|                         | Cobreloa              | 0 - 0 Archivado el 20 de diciembre de 2016 en Wayback Machine. | San Marcos de Arica |         | Zorros del Desierto        | Héctor Jona      | 28 de agosto | 16:00   |         |         |         |
| Libre: Unión San Felipe |                       |                                                                |                     |         |                            |                  |              |         |         |         |         |

| Fecha 6                   | Fecha 6             | Fecha 6                                                                                                 | Fecha 6               | Fecha 6 | Fecha 6                 | Fecha 6         | Fecha 6          | Fecha 6 | Fecha 6 | Fecha 6 | Fecha 6 |
|                           | Local               | Resultado                                                                                               | Visitante             |         | Estadio                 | Árbitro         | Fecha            | Hora    | TV      |         |         |
| ------------------------- | ------------------- | --- | --------------------- | ------- | ----------------------- | --------------- | ---------------- | ------- | ------- | ------- | ------- |
|                           | Santiago Morning    | 4 - 1 (enlace roto disponible en Internet Archive; véase el historial, la primera versión y la última). | Deportes Puerto Montt |         | Municipal de La Pintana | Omar Oporto     | 10 de septiembre | 12:00   |         |         |         |
|                           | Unión La Calera     | 0 - 1 Archivado el 20 de diciembre de 2016 en Wayback Machine.                                          | Coquimbo Unido        |         | Lucio Fariña Fernández  | Patricio Blanca | 10 de septiembre | 16:00   |         |         |         |
|                           | Ñublense            | 2 - 0 Archivado el 20 de diciembre de 2016 en Wayback Machine.                                          | Cobreloa              |         | Nelson Oyarzún Arenas   | Marcelo Jeria   | 10 de septiembre | 20:00   |         |         |         |
|                           | Deportes Valdivia   | 0 - 0 Archivado el 20 de diciembre de 2016 en Wayback Machine.                                          | Deportes Copiapó      |         | Parque Municipal        | Claudio Aranda  | 11 de septiembre | 16:00   |         |         |         |
|                           | San Marcos de Arica | 1 - 0 Archivado el 20 de diciembre de 2016 en Wayback Machine.                                          | Unión San Felipe      |         | Carlos Dittborn         | Cristián Pavez  | 11 de septiembre | 17:00   |         |         |         |
|                           | Rangers             | 0 - 0 Archivado el 20 de diciembre de 2016 en Wayback Machine.                                          | Iberia                |         | Fiscal de Talca         | Felipe González | 12 de septiembre | 20:00   |         |         |         |
|                           | Curicó Unido        | 3 - 2 Archivado el 20 de diciembre de 2016 en Wayback Machine.                                          | Magallanes            |         | La Granja               | Héctor Jona     | 13 de septiembre | 20:00   |         |         |         |
| Libre: Deportes La Serena |                     | |                       |         |                         |                 |                  |         |         |         |         |

| Fecha 7               | Fecha 7               | Fecha 7                                                        | Fecha 7             | Fecha 7 | Fecha 7                   | Fecha 7          | Fecha 7          | Fecha 7 | Fecha 7 | Fecha 7 | Fecha 7 |
|                       | Local                 | Resultado                                                      | Visitante           |         | Estadio                   | Árbitro          | Fecha            | Hora    | TV      |         |         |
| --------------------- | --------------------- | -------------------------------------------------------------- | ------------------- | ------- | ------------------------- | ---------------- | ---------------- | ------- | ------- | ------- | ------- |
|                       | Deportes Copiapó      | 0 - 0 Archivado el 20 de diciembre de 2016 en Wayback Machine. | Santiago Morning    |         | La Caldera                | Marcelo González | 24 de septiembre | 15:30   |         |         |         |
|                       | Deportes Puerto Montt | 1 - 0 Archivado el 20 de diciembre de 2016 en Wayback Machine. | Deportes Valdivia   |         | Chinquihue                | Héctor Jona      | 24 de septiembre | 18:00   |         |         |         |
|                       | Deportes La Serena    | 0 - 2 Archivado el 20 de diciembre de 2016 en Wayback Machine. | Curicó Unido        |         | La Portada                | Cristián Pavez   | 24 de septiembre | 18:00   |         |         |         |
|                       | Iberia                | 2 - 1 Archivado el 20 de diciembre de 2016 en Wayback Machine. | San Marcos de Arica |         | Municipal de Los Ángeles  | Felipe Jara      | 25 de septiembre | 16:00   |         |         |         |
|                       | Magallanes            | 2 - 3 Archivado el 20 de diciembre de 2016 en Wayback Machine. | Unión La Calera     |         | Municipal de San Bernardo | Nicolás Gamboa   | 25 de septiembre | 16:00   |         |         |         |
|                       | Cobreloa              | 4 - 0 Archivado el 20 de diciembre de 2016 en Wayback Machine. | Rangers             |         | Zorros del Desierto       | José Cabero      | 25 de septiembre | 16:00   |         |         |         |
|                       | Unión San Felipe      | 1 - 1 Archivado el 20 de diciembre de 2016 en Wayback Machine. | Ñublense            |         | Municipal de San Felipe   | Patricio Blanca  | 26 de septiembre | 19:30   |         |         |         |
| Libre: Coquimbo Unido |                       |                                                                |                     |         |                           |                  |                  |         |         |         |         |

| Fecha 8                    | Fecha 8           | Fecha 8                                                        | Fecha 8               | Fecha 8 | Fecha 8                    | Fecha 8        | Fecha 8      | Fecha 8 | Fecha 8 | Fecha 8 | Fecha 8 |
|                            | Local             | Resultado                                                      | Visitante             |         | Estadio                    | Árbitro        | Fecha        | Hora    | TV      |         |         |
| -------------------------- | ----------------- | -------------------------------------------------------------- | --------------------- | ------- | -------------------------- | -------------- | ------------ | ------- | ------- | ------- | ------- |
|                            | Unión La Calera   | 1 - 1 Archivado el 20 de diciembre de 2016 en Wayback Machine. | Deportes Puerto Montt |         | Lucio Fariña Fernández     | Felipe Jara    | 1 de octubre | 16:00   |         |         |         |
|                            | Coquimbo Unido    | 1 - 0 Archivado el 20 de diciembre de 2016 en Wayback Machine. | Iberia                |         | Francisco Sánchez Rumoroso | Marcelo Jeria  | 1 de octubre | 18:00   |         |         |         |
|                            | Rangers           | 1 - 0 Archivado el 20 de diciembre de 2016 en Wayback Machine. | Unión San Felipe      |         | Fiscal de Talca            | Claudio Aranda | 1 de octubre | 19:00   |         |         |         |
|                            | Santiago Morning  | 0 - 1 Archivado el 20 de diciembre de 2016 en Wayback Machine. | Magallanes            |         | Municipal de La Pintana    | Nicolás Muñoz  | 1 de octubre | 20:30   |         |         |         |
|                            | Ñublense          | 0 - 0 Archivado el 20 de diciembre de 2016 en Wayback Machine. | Deportes La Serena    |         | Nelson Oyarzún Arenas      | José Cabero    | 2 de octubre | 15:30   |         |         |         |
|                            | Curicó Unido      | 1 - 0 Archivado el 20 de diciembre de 2016 en Wayback Machine. | Deportes Copiapó      |         | La Granja                  | Fabián Aracena | 2 de octubre | 16:00   |         |         |         |
|                            | Deportes Valdivia | 1 - 1 Archivado el 20 de diciembre de 2016 en Wayback Machine. | Cobreloa              |         | Parque Municipal           | Omar Oporto    | 2 de octubre | 16:00   |         |         |         |
| Libre: San Marcos de Arica |                   |                                                                |                       |         |                            |                |              |         |         |         |         |

| Fecha 9           | Fecha 9               | Fecha 9                                                        | Fecha 9           | Fecha 9 | Fecha 9                  | Fecha 9          | Fecha 9       | Fecha 9 | Fecha 9 | Fecha 9 | Fecha 9 |
|                   | Local                 | Resultado                                                      | Visitante         |         | Estadio                  | Árbitro          | Fecha         | Hora    | TV      |         |         |
| ----------------- | --------------------- | -------------------------------------------------------------- | ----------------- | ------- | ------------------------ | ---------------- | ------------- | ------- | ------- | ------- | ------- |
|                   | Deportes Copiapó      | 3 - 0 Archivado el 20 de diciembre de 2016 en Wayback Machine. | Coquimbo Unido    |         | La Caldera               | Cristián Pavez   | 15 de octubre | 15:00   |         |         |         |
|                   | Deportes Puerto Montt | 0 - 0 Archivado el 20 de diciembre de 2016 en Wayback Machine. | Rangers           |         | Chinquihue               | Marcelo González | 15 de octubre | 18:00   |         |         |         |
|                   | Iberia                | 1 - 4 Archivado el 20 de diciembre de 2016 en Wayback Machine. | Santiago Morning  |         | Municipal de Los Ángeles | Patricio Blanca  | 15 de octubre | 19:00   |         |         |         |
|                   | Deportes La Serena    | 3 - 2 Archivado el 20 de diciembre de 2016 en Wayback Machine. | Deportes Valdivia |         | La Portada               | Claudio Aranda   | 15 de octubre | 19:00   |         |         |         |
|                   | Cobreloa              | 0 - 0 Archivado el 20 de diciembre de 2016 en Wayback Machine. | Curicó Unido      |         | Zorros del Desierto      | Héctor Jona      | 16 de octubre | 16:00   |         |         |         |
|                   | San Marcos de Arica   | 2 - 0 Archivado el 20 de diciembre de 2016 en Wayback Machine. | Ñublense          |         | Carlos Dittborn          | Nicolás Gamboa   | 16 de octubre | 16:00   |         |         |         |
|                   | Unión San Felipe      | 3 - 0 Archivado el 20 de diciembre de 2016 en Wayback Machine. | Unión La Calera   |         | Municipal de San Felipe  | Omar Oporto      | 16 de octubre | 20:30   |         |         |         |
| Libre: Magallanes |                       |                                                                |                   |         |                          |                  |               |         |         |         |         |

| Fecha 10        | Fecha 10          | Fecha 10                                                       | Fecha 10              | Fecha 10 | Fecha 10                   | Fecha 10         | Fecha 10        | Fecha 10 | Fecha 10 | Fecha 10 | Fecha 10 |
|                 | Local             | Resultado                                                      | Visitante             |          | Estadio                    | Árbitro          | Fecha           | Hora     | TV       |          |          |
| --------------- | ----------------- | -------------------------------------------------------------- | --------------------- | -------- | -------------------------- | ---------------- | --------------- | -------- | -------- | -------- | -------- |
|                 | Deportes Valdivia | 0 - 3 Archivado el 20 de diciembre de 2016 en Wayback Machine. | Unión San Felipe      |          | Parque Municipal           | Nicolás Muñoz    | 29 de octubre   | 16:00    |          |          |          |
|                 | Santiago Morning  | 2 - 1 Archivado el 20 de diciembre de 2016 en Wayback Machine. | Cobreloa              |          | Municipal de La Pintana    | Marcelo Jeria    | 29 de octubre   | 17:30    |          |          |          |
|                 | Rangers           | 1 - 2 Archivado el 20 de diciembre de 2016 en Wayback Machine. | San Marcos de Arica   |          | Fiscal de Talca            | Fabián Aracena   | 29 de octubre   | 19:00    |          |          |          |
|                 | Coquimbo Unido    | 1 - 0 Archivado el 20 de diciembre de 2016 en Wayback Machine. | Deportes Puerto Montt |          | Francisco Sánchez Rumoroso | Felipe Jara      | 29 de octubre   | 20:00    |          |          |          |
|                 | Magallanes        | 2 - 0 Archivado el 20 de diciembre de 2016 en Wayback Machine. | Deportes Copiapó      |          | Municipal de San Bernardo  | José Cabero      | 30 de octubre   | 17:00    |          |          |          |
|                 | Curicó Unido      | 3 - 2 Archivado el 20 de diciembre de 2016 en Wayback Machine. | Iberia                |          | La Granja                  | Nicolás Gamboa   | 31 de octubre   | 18:00    |          |          |          |
|                 | Unión La Calera   | 0 - 1 Archivado el 20 de diciembre de 2016 en Wayback Machine. | Deportes La Serena    |          | Lucio Fariña Fernández     | Marcelo González | 13 de noviembre | 20:00    |          |          |          |
| Libre: Ñublense |                   |                                                                |                       |          |                            |                  |                 |          |          |          |          |

| Fecha 11                | Fecha 11              | Fecha 11                                                       | Fecha 11           | Fecha 11 | Fecha 11                   | Fecha 11         | Fecha 11       | Fecha 11 | Fecha 11 | Fecha 11 | Fecha 11 |
|                         | Local                 | Resultado                                                      | Visitante          |          | Estadio                    | Árbitro          | Fecha          | Hora     | TV       |          |          |
| ----------------------- | --------------------- | -------------------------------------------------------------- | ------------------ | -------- | -------------------------- | ---------------- | -------------- | -------- | -------- | -------- | -------- |
|                         | Deportes Puerto Montt | 0 - 2 Archivado el 20 de diciembre de 2016 en Wayback Machine. | Curicó Unido       |          | Chinquihue                 | Claudio Aranda   | 5 de noviembre | 18:00    |          |          |          |
|                         | Cobreloa              | 0 - 2 Archivado el 20 de diciembre de 2016 en Wayback Machine. | Deportes La Serena |          | Zorros del Desierto        | Nicolás Gamboa   | 5 de noviembre | 19:00    |          |          |          |
|                         | Coquimbo Unido        | 1 - 1 Archivado el 20 de diciembre de 2016 en Wayback Machine. | Santiago Morning   |          | Francisco Sánchez Rumoroso | Omar Oporto      | 5 de noviembre | 20:00    |          |          |          |
|                         | Iberia                | 4 - 0 Archivado el 20 de diciembre de 2016 en Wayback Machine. | Deportes Valdivia  |          | Municipal de Los Ángeles   | Héctor Jona      | 6 de noviembre | 16:00    |          |          |          |
|                         | San Marcos de Arica   | 2 - 0 Archivado el 20 de diciembre de 2016 en Wayback Machine. | Unión La Calera    |          | Carlos Dittborn            | Patricio Blanca  | 6 de noviembre | 17:00    |          |          |          |
|                         | Ñublense              | 1 - 3 Archivado el 20 de diciembre de 2016 en Wayback Machine. | Rangers            |          | Nelson Oyarzún Arenas      | Cristián Pavez   | 6 de noviembre | 18:30    |          |          |          |
|                         | Unión San Felipe      | 1 - 1 Archivado el 20 de diciembre de 2016 en Wayback Machine. | Magallanes         |          | Municipal de San Felipe    | Marcelo González | 7 de noviembre | 20:30    |          |          |          |
| Libre: Deportes Copiapó |                       |                                                                |                    |          |                            |                  |                |          |          |          |          |

| Fecha 12       | Fecha 12           | Fecha 12                                                       | Fecha 12              | Fecha 12 | Fecha 12                  | Fecha 12        | Fecha 12        | Fecha 12 | Fecha 12 | Fecha 12 | Fecha 12 |
|                | Local              | Resultado                                                      | Visitante             |          | Estadio                   | Árbitro         | Fecha           | Hora     | TV       |          |          |
| -------------- | ------------------ | -------------------------------------------------------------- | --------------------- | -------- | ------------------------- | --------------- | --------------- | -------- | -------- | -------- | -------- |
|                | Deportes Copiapó   | 0 - 0 Archivado el 20 de diciembre de 2016 en Wayback Machine. | Deportes Puerto Montt |          | La Caldera                | Cristián Pavez  | 19 de noviembre | 16:00    |          |          |          |
|                | Deportes La Serena | 1 - 2 Archivado el 20 de diciembre de 2016 en Wayback Machine. | San Marcos de Arica   |          | La Portada                | Felipe Jara     | 19 de noviembre | 19:00    |          |          |          |
|                | Curicó Unido       | 1 - 0 Archivado el 20 de diciembre de 2016 en Wayback Machine. | Unión San Felipe      |          | La Granja                 | José Cabero     | 19 de noviembre | 20:00    |          |          |          |
|                | Deportes Valdivia  | 2 - 1 Archivado el 20 de diciembre de 2016 en Wayback Machine. | Coquimbo Unido        |          | Parque Municipal          | Marcelo Jeria   | 20 de noviembre | 16:00    |          |          |          |
|                | Magallanes         | 3 - 2 Archivado el 20 de diciembre de 2016 en Wayback Machine. | Iberia                |          | Municipal de San Bernardo | Fabián Aracena  | 20 de noviembre | 17:00    |          |          |          |
|                | Unión La Calera    | 0 - 0 Archivado el 20 de diciembre de 2016 en Wayback Machine. | Cobreloa              |          | Lucio Fariña Fernández    | Nicolás Muñoz   | 20 de noviembre | 18:00    |          |          |          |
|                | Santiago Morning   | 0 - 1 Archivado el 20 de diciembre de 2016 en Wayback Machine. | Ñublense              |          | Municipal de La Pintana   | Patricio Blanca | 21 de noviembre | 17:30    |          |          |          |
| Libre: Rangers |                    |                                                                |                       |          |                           |                 |                 |          |          |          |          |

| Fecha 13      | Fecha 13              | Fecha 13                                                       | Fecha 13           | Fecha 13 | Fecha 13                   | Fecha 13         | Fecha 13        | Fecha 13 | Fecha 13 | Fecha 13 | Fecha 13 |
|               | Local                 | Resultado                                                      | Visitante          |          | Estadio                    | Árbitro          | Fecha           | Hora     | TV       |          |          |
| ------------- | --------------------- | -------------------------------------------------------------- | ------------------ | -------- | -------------------------- | ---------------- | --------------- | -------- | -------- | -------- | -------- |
|               | Deportes Copiapó      | 2 - 0 Archivado el 20 de diciembre de 2016 en Wayback Machine. | Cobreloa           |          | La Caldera                 | Omar Oporto      | 26 de noviembre | 16:00    |          |          |          |
|               | Deportes Puerto Montt | 0 - 0 Archivado el 20 de diciembre de 2016 en Wayback Machine. | Magallanes         |          | Chinquihue                 | José Cabero      | 26 de noviembre | 18:00    |          |          |          |
|               | Coquimbo Unido        | 3 - 4 Archivado el 20 de diciembre de 2016 en Wayback Machine. | Curicó Unido       |          | Francisco Sánchez Rumoroso | Héctor Jona      | 26 de noviembre | 20:00    |          |          |          |
|               | San Marcos de Arica   | 1 - 0 Archivado el 20 de diciembre de 2016 en Wayback Machine. | Deportes Valdivia  |          | Carlos Dittborn            | Marcelo González | 27 de noviembre | 17:00    |          |          |          |
|               | Ñublense              | 2 - 2 Archivado el 20 de diciembre de 2016 en Wayback Machine. | Unión La Calera    |          | Nelson Oyarzún Arenas      | Claudio Aranda   | 27 de noviembre | 18:30    |          |          |          |
|               | Rangers               | 1 - 2 Archivado el 20 de diciembre de 2016 en Wayback Machine. | Deportes La Serena |          | Fiscal de Talca            | Fabián Aracena   | 27 de noviembre | 19:00    |          |          |          |
|               | Unión San Felipe      | 1 - 1 Archivado el 20 de diciembre de 2016 en Wayback Machine. | Santiago Morning   |          | Municipal de San Felipe    | Nicolás Gamboa   | 28 de noviembre | 20:30    |          |          |          |
| Libre: Iberia |                       |                                                                |                    |          |                            |                  |                 |          |          |          |          |

| Fecha 14                | Fecha 14           | Fecha 14                                                       | Fecha 14              | Fecha 14 | Fecha 14                  | Fecha 14        | Fecha 14       | Fecha 14 | Fecha 14 | Fecha 14 | Fecha 14 |
|                         | Local              | Resultado                                                      | Visitante             |          | Estadio                   | Árbitro         | Fecha          | Hora     | TV       |          |          |
| ----------------------- | ------------------ | -------------------------------------------------------------- | --------------------- | -------- | ------------------------- | --------------- | -------------- | -------- | -------- | -------- | -------- |
|                         | Deportes La Serena | 1 - 1 Archivado el 20 de diciembre de 2016 en Wayback Machine. | Unión San Felipe      |          | La Portada                | Nicolás Muñoz   | 3 de diciembre | 19:00    |          |          |          |
|                         | Curicó Unido       | 2 - 0 Archivado el 20 de diciembre de 2016 en Wayback Machine. | San Marcos de Arica   |          | La Granja                 | Claudio Aranda  | 3 de diciembre | 20:00    |          |          |          |
|                         | Deportes Valdivia  | 0 - 0 Archivado el 20 de diciembre de 2016 en Wayback Machine. | Ñublense              |          | Parque Municipal          | Nicolás Gamboa  | 4 de diciembre | 16:00    |          |          |          |
|                         | Magallanes         | 1 - 2 Archivado el 20 de diciembre de 2016 en Wayback Machine. | Coquimbo Unido        |          | Municipal de San Bernardo | Patricio Blanca | 4 de diciembre | 17:00    |          |          |          |
|                         | Unión La Calera    | 1 - 1 Archivado el 20 de diciembre de 2016 en Wayback Machine. | Rangers               |          | Lucio Fariña Fernández    | Marcelo Jeria   | 4 de diciembre | 17:00    |          |          |          |
|                         | Cobreloa           | 1 - 0 Archivado el 20 de diciembre de 2016 en Wayback Machine. | Deportes Puerto Montt |          | Zorros del Desierto       | Héctor Jona     | 4 de diciembre | 17:00    |          |          |          |
|                         | Iberia             | 2 - 2 Archivado el 20 de diciembre de 2016 en Wayback Machine. | Deportes Copiapó      |          | Municipal de Los Ángeles  | Felipe Jara     | 4 de diciembre | 19:00    |          |          |          |
| Libre: Santiago Morning |                    |                                                                |                       |          |                           |                 |                |          |          |          |          |

| Fecha 15               | Fecha 15              | Fecha 15                                                                                                | Fecha 15          | Fecha 15 | Fecha 15                | Fecha 15         | Fecha 15        | Fecha 15 | Fecha 15 | Fecha 15 | Fecha 15 |
|                        | Local                 | Resultado                                                                                               | Visitante         |          | Estadio                 | Árbitro          | Fecha           | Hora     | TV       |          |          |
| ---------------------- | --------------------- | --- | ----------------- | -------- | ----------------------- | ---------------- | --------------- | -------- | -------- | -------- | -------- |
|                        | San Marcos de Arica   | 2 - 0 Archivado el 20 de diciembre de 2016 en Wayback Machine.                                          | Santiago Morning  |          | Carlos Dittborn         | Claudio Aranda   | 13 de noviembre | 17:00    |          |          |          |
|                        | Rangers               | 2 - 2 Archivado el 20 de diciembre de 2016 en Wayback Machine.                                          | Deportes Valdivia |          | Fiscal de Talca         | Héctor Jona      | 13 de noviembre | 19:00    |          |          |          |
|                        | Ñublense              | 0 - 2 Archivado el 20 de diciembre de 2016 en Wayback Machine.                                          | Curicó Unido      |          | Nelson Oyarzún Arenas   | Marcelo González | 10 de diciembre | 18:30    |          |          |          |
|                        | Deportes La Serena    | 0 - 1 Archivado el 20 de diciembre de 2016 en Wayback Machine.                                          | Deportes Copiapó  |          | La Portada              | José Cabero      | 10 de diciembre | 19:00    |          |          |          |
|                        | Deportes Puerto Montt | 3 - 0 Archivado el 20 de diciembre de 2016 en Wayback Machine.                                          | Iberia            |          | Chinquihue              | Fabián Aracena   | 11 de diciembre | 12:00    |          |          |          |
|                        | Cobreloa              | 2 - 1 (enlace roto disponible en Internet Archive; véase el historial, la primera versión y la última). | Magallanes        |          | Zorros del Desierto     | Omar Oporto      | 11 de diciembre | 17:00    |          |          |          |
|                        | Unión San Felipe      | 3 - 2                                                                                                   | Coquimbo Unido    |          | Municipal de San Felipe | Marcelo Jeria    | 11 de diciembre | 17:00    |          |          |          |
| Libre: Unión La Calera |                       | |                   |          |                         |                  |                 |          |          |          |          |

### Segunda rueda
| Fecha 16                  | Fecha 16              | Fecha 16                                                                                                | Fecha 16            | Fecha 16 | Fecha 16                  | Fecha 16         | Fecha 16    | Fecha 16 | Fecha 16 | Fecha 16 | Fecha 16 |
|                           | Local                 | Resultado                                                                                               | Visitante           |          | Estadio                   | Árbitro          | Fecha       | Hora     | TV       |          |          |
| ------------------------- | --------------------- | --- | ------------------- | -------- | ------------------------- | ---------------- | ----------- | -------- | -------- | -------- | -------- |
|                           | Deportes Valdivia     | 1 - 1 Archivado el 16 de enero de 2017 en Wayback Machine.                                              | Curicó Unido        |          | Parque Municipal          | José Cabero      | 14 de enero | 17:00    |          |          |          |
|                           | Santiago Morning      | 2 - 2 Archivado el 16 de enero de 2017 en Wayback Machine.                                              | San Marcos de Arica |          | Municipal de La Pintana   | Fabián Aracena   | 14 de enero | 17:30    |          |          |          |
|                           | Deportes Puerto Montt | 1 - 1 Archivado el 16 de enero de 2017 en Wayback Machine.                                              | Ñublense            |          | Chinquihue                | Felipe Jara      | 14 de enero | 18:00    |          |          |          |
|                           | Iberia                | 1 - 1 Archivado el 16 de enero de 2017 en Wayback Machine.                                              | Cobreloa            |          | Municipal de Los Ángeles  | Nicolás Muñoz    | 14 de enero | 19:00    |          |          |          |
|                           | Rangers               | 1 - 1 Archivado el 16 de enero de 2017 en Wayback Machine.                                              | Coquimbo Unido      |          | Fiscal de Talca           | Marcelo González | 14 de enero | 20:00    |          |          |          |
|                           | Unión La Calera       | 1 - 1 Archivado el 16 de enero de 2017 en Wayback Machine.                                              | Deportes Copiapó    |          | Lucio Fariña Fernández    | Omar Oporto      | 14 de enero | 20:00    |          |          |          |
|                           | Magallanes            | 1 - 0 (enlace roto disponible en Internet Archive; véase el historial, la primera versión y la última). | Unión San Felipe    |          | Municipal de San Bernardo | Nicolás Gamboa   | 15 de enero | 17:30    |          |          |          |
| Libre: Deportes La Serena |                       | |                     |          |                           |                  |             |          |          |          |          |

| Fecha 17          | Fecha 17            | Fecha 17                                                                                                | Fecha 17              | Fecha 17 | Fecha 17                   | Fecha 17          | Fecha 17    | Fecha 17 | Fecha 17 | Fecha 17 | Fecha 17 |
|                   | Local               | Resultado                                                                                               | Visitante             |          | Estadio                    | Árbitro           | Fecha       | Hora     | TV       |          |          |
| ----------------- | ------------------- | --- | --------------------- | -------- | -------------------------- | ----------------- | ----------- | -------- | -------- | -------- | -------- |
|                   | Coquimbo Unido      | 1 - 0 (enlace roto disponible en Internet Archive; véase el historial, la primera versión y la última). | Unión La Calera       |          | Francisco Sánchez Rumoroso | Nicolás Muñoz     | 20 de enero | 20:00    |          |          |          |
|                   | Deportes Copiapó    | 1 - 2 Archivado el 2 de febrero de 2017 en Wayback Machine.                                             | Deportes La Serena    |          | La Caldera                 | Cristián Droguett | 21 de enero | 17:00    |          |          |          |
|                   | Ñublense            | 4 - 1 (enlace roto disponible en Internet Archive; véase el historial, la primera versión y la última). | Deportes Valdivia     |          | Nelson Oyarzún Arenas      | Fabián Aracena    | 21 de enero | 19:00    |          |          |          |
|                   | Curicó Unido        | 0 - 0 Archivado el 2 de febrero de 2017 en Wayback Machine.                                             | Deportes Puerto Montt |          | La Granja                  | Nicolás Gamboa    | 21 de enero | 20:00    |          |          |          |
|                   | Unión San Felipe    | 1 - 2 Archivado el 2 de febrero de 2017 en Wayback Machine.                                             | Rangers               |          | Municipal de San Felipe    | José Cabero       | 21 de enero | 20:30    |          |          |          |
|                   | San Marcos de Arica | 1 - 1 Archivado el 2 de febrero de 2017 en Wayback Machine.                                             | Iberia                |          | Carlos Dittborn            | Marcelo González  | 22 de enero | 17:00    |          |          |          |
|                   | Cobreloa            | 3 - 1 Archivado el 7 de abril de 2017 en Wayback Machine.                                               | Santiago Morning      |          | Zorros del Desierto        | Nicolás Gamboa    | 5 de abril  | 18:30    |          |          |          |
| Libre: Magallanes |                     | |                       |          |                            |                   |             |          |          |          |          |

| Fecha 18              | Fecha 18            | Fecha 18                                                                                                | Fecha 18              | Fecha 18 | Fecha 18                  | Fecha 18          | Fecha 18     | Fecha 18 | Fecha 18 | Fecha 18 | Fecha 18 |
|                       | Local               | Resultado                                                                                               | Visitante             |          | Estadio                   | Árbitro           | Fecha        | Hora     | TV       |          |          |
| --------------------- | ------------------- | --- | --------------------- | -------- | ------------------------- | ----------------- | ------------ | -------- | -------- | -------- | -------- |
|                       | Deportes Copiapó    | 0 - 0 Archivado el 5 de febrero de 2017 en Wayback Machine.                                             | Deportes Valdivia     |          | La Caldera                | Benjamín Saravia  | 4 de febrero | 17:00    |          |          |          |
|                       | Santiago Morning    | 2 - 1 Archivado el 5 de febrero de 2017 en Wayback Machine.                                             | Rangers               |          | Municipal de La Pintana   | Marcelo Jeria     | 4 de febrero | 17:30    |          |          |          |
|                       | Ñublense            | 0 - 0 Archivado el 5 de febrero de 2017 en Wayback Machine.                                             | Unión San Felipe      |          | Nelson Oyarzún Arenas     | Nicolás Gamboa    | 4 de febrero | 19:00    |          |          |          |
|                       | San Marcos de Arica | 2 - 1 Archivado el 7 de febrero de 2017 en Wayback Machine.                                             | Deportes Puerto Montt |          | Carlos Dittborn           | Cristián Droguett | 5 de febrero | 17:00    |          |          |          |
|                       | Cobreloa            | 5 - 1 Archivado el 7 de febrero de 2017 en Wayback Machine.                                             | Unión La Calera       |          | Zorros del Desierto       | Claudio Aranda    | 5 de febrero | 17:00    |          |          |          |
|                       | Magallanes          | 3 - 2 Archivado el 7 de febrero de 2017 en Wayback Machine.                                             | Deportes La Serena    |          | Municipal de San Bernardo | José Cabero       | 6 de febrero | 17:30    |          |          |          |
|                       | Iberia              | 0 - 2 (enlace roto disponible en Internet Archive; véase el historial, la primera versión y la última). | Curicó Unido          |          | Municipal de Los Ángeles  | Cristián Andaur   | 30 de marzo  | 19:00    |          |          |          |
| Libre: Coquimbo Unido |                     | |                       |          |                           |                   |              |          |          |          |          |

| Fecha 19                | Fecha 19              | Fecha 19                                                                                                | Fecha 19            | Fecha 19 | Fecha 19                   | Fecha 19        | Fecha 19      | Fecha 19 | Fecha 19 | Fecha 19 | Fecha 19 |
|                         | Local                 | Resultado                                                                                               | Visitante           |          | Estadio                    | Árbitro         | Fecha         | Hora     | TV       |          |          |
| ----------------------- | --------------------- | --- | ------------------- | -------- | -------------------------- | --------------- | ------------- | -------- | -------- | -------- | -------- |
|                         | Deportes Puerto Montt | 1 - 0 Archivado el 12 de febrero de 2017 en Wayback Machine.                                            | Santiago Morning    |          | Chinquihue                 | Omar Oporto     | 11 de febrero | 18:00    |          |          |          |
|                         | Rangers               | 2 - 1 Archivado el 12 de febrero de 2017 en Wayback Machine.                                            | Ñublense            |          | Fiscal de Talca            | Claudio Aranda  | 11 de febrero | 20:00    |          |          |          |
|                         | Unión La Calera       | 1 - 1 (enlace roto disponible en Internet Archive; véase el historial, la primera versión y la última). | San Marcos de Arica |          | Lucio Fariña Fernández     | Felipe Jara     | 11 de febrero | 20:00    |          |          |          |
|                         | Curicó Unido          | 5 - 2 Archivado el 12 de febrero de 2017 en Wayback Machine.                                            | Cobreloa            |          | La Granja                  | Nicolás Muñoz   | 11 de febrero | 20:00    |          |          |          |
|                         | Coquimbo Unido        | 1 - 1 Archivado el 12 de febrero de 2017 en Wayback Machine.                                            | Magallanes          |          | Francisco Sánchez Rumoroso | Marcelo Jeria   | 11 de febrero | 21:00    |          |          |          |
|                         | Unión San Felipe      | 0 - 1 Archivado el 14 de febrero de 2017 en Wayback Machine.                                            | Iberia              |          | Municipal de San Felipe    | Patricio Blanca | 13 de febrero | 20:30    |          |          |          |
|                         | Deportes Valdivia     | 1 - 3 Archivado el 21 de abril de 2017 en Wayback Machine.                                              | Deportes La Serena  |          | Parque Municipal           | Carlos Rumiano  | 20 de abril   | 19:30    |          |          |          |
| Libre: Deportes Copiapó |                       | |                     |          |                            |                 |               |          |          |          |          |

| Fecha 20                | Fecha 20            | Fecha 20                                                                                                | Fecha 20              | Fecha 20 | Fecha 20                  | Fecha 20         | Fecha 20      | Fecha 20 | Fecha 20 | Fecha 20 | Fecha 20 |
|                         | Local               | Resultado                                                                                               | Visitante             |          | Estadio                   | Árbitro          | Fecha         | Hora     | TV       |          |          |
| ----------------------- | ------------------- | --- | --------------------- | -------- | ------------------------- | ---------------- | ------------- | -------- | -------- | -------- | -------- |
|                         | Iberia              | 1 - 1 Archivado el 19 de febrero de 2017 en Wayback Machine.                                            | Unión La Calera       |          | Municipal de Los Ángeles  | José Cabero      | 18 de febrero | 18:00    |          |          |          |
|                         | Ñublense            | 0 - 0 Archivado el 19 de febrero de 2017 en Wayback Machine.                                            | Coquimbo Unido        |          | Nelson Oyarzún Arenas     | Benjamín Saravia | 18 de febrero | 19:00    |          |          |          |
|                         | Deportes La Serena  | 1 - 0 Archivado el 19 de febrero de 2017 en Wayback Machine.                                            | Rangers               |          | La Portada                | Fabián Aracena   | 18 de febrero | 20:00    |          |          |          |
|                         | San Marcos de Arica | 1 - 4 Archivado el 20 de febrero de 2017 en Wayback Machine.                                            | Curicó Unido          |          | Carlos Dittborn           | Jorge Osorio     | 19 de febrero | 17:00    |          |          |          |
|                         | Cobreloa            | 0 - 0 Archivado el 20 de febrero de 2017 en Wayback Machine.                                            | Deportes Copiapó      |          | Zorros del Desierto       | Nicolás Gamboa   | 19 de febrero | 17:00    |          |          |          |
|                         | Magallanes          | 0 - 0 (enlace roto disponible en Internet Archive; véase el historial, la primera versión y la última). | Deportes Puerto Montt |          | Municipal de San Bernardo | Felipe Jara      | 19 de febrero | 17:30    |          |          |          |
|                         | Santiago Morning    | 2 - 3 Archivado el 21 de febrero de 2017 en Wayback Machine.                                            | Deportes Valdivia     |          | Municipal de La Pintana   | Marcelo González | 20 de febrero | 17:30    |          |          |          |
| Libre: Unión San Felipe |                     | |                       |          |                           |                  |               |          |          |          |          |

| Fecha 21               | Fecha 21              | Fecha 21                                                     | Fecha 21            | Fecha 21 | Fecha 21                   | Fecha 21          | Fecha 21      | Fecha 21 | Fecha 21 | Fecha 21 | Fecha 21 |
|                        | Local                 | Resultado                                                    | Visitante           |          | Estadio                    | Árbitro           | Fecha         | Hora     | TV       |          |          |
| ---------------------- | --------------------- | ------------------------------------------------------------ | ------------------- | -------- | -------------------------- | ----------------- | ------------- | -------- | -------- | -------- | -------- |
|                        | Deportes Copiapó      | 1 - 0 Archivado el 26 de febrero de 2017 en Wayback Machine. | Iberia              |          | La Caldera                 | Cristián Droguett | 25 de febrero | 17:00    |          |          |          |
|                        | Deportes Puerto Montt | 2 - 1 Archivado el 27 de febrero de 2017 en Wayback Machine. | Cobreloa            |          | Chinquihue                 | José Cabero       | 25 de febrero | 18:00    |          |          |          |
|                        | Deportes La Serena    | 3 - 1 Archivado el 27 de febrero de 2017 en Wayback Machine. | Santiago Morning    |          | La Portada                 | Patricio Blanca   | 25 de febrero | 19:00    |          |          |          |
|                        | Coquimbo Unido        | 1 - 1 Archivado el 27 de febrero de 2017 en Wayback Machine. | Unión San Felipe    |          | Francisco Sánchez Rumoroso | Carlos Rumiano    | 26 de febrero | 20:00    |          |          |          |
|                        | Deportes Valdivia     | 0 - 0 Archivado el 28 de febrero de 2017 en Wayback Machine. | San Marcos de Arica |          | Parque Municipal           | Claudio Aranda    | 27 de febrero | 19:00    |          |          |          |
|                        | Curicó Unido          | 1 - 1 Archivado el 28 de febrero de 2017 en Wayback Machine. | Ñublense            |          | La Granja                  | Omar Oporto       | 27 de febrero | 20:30    |          |          |          |
|                        | Rangers               | 0 - 0 Archivado el 17 de marzo de 2017 en Wayback Machine.   | Magallanes          |          | Fiscal de Talca            | Marcelo González  | 15 de marzo   | 18:30    |          |          |          |
| Libre: Unión La Calera |                       |                                                              |                     |          |                            |                   |               |          |          |          |          |

| Fecha 22       | Fecha 22            | Fecha 22                                                  | Fecha 22              | Fecha 22 | Fecha 22                   | Fecha 22         | Fecha 22   | Fecha 22 | Fecha 22 | Fecha 22 | Fecha 22 |
|                | Local               | Resultado                                                 | Visitante             |          | Estadio                    | Árbitro          | Fecha      | Hora     | TV       |          |          |
| -------------- | ------------------- | --------------------------------------------------------- | --------------------- | -------- | -------------------------- | ---------------- | ---------- | -------- | -------- | -------- | -------- |
|                | Iberia              | 1 - 2 Archivado el 6 de marzo de 2017 en Wayback Machine. | Deportes Puerto Montt |          | Municipal de Los Ángeles   | Benjamín Saravia | 4 de marzo | 18:30    |          |          |          |
|                | Coquimbo Unido      | 0 - 0 Archivado el 6 de marzo de 2017 en Wayback Machine. | Deportes Copiapó      |          | Francisco Sánchez Rumoroso | Felipe Jara      | 4 de marzo | 20:00    |          |          |          |
|                | Unión San Felipe    | 2 - 2 Archivado el 6 de marzo de 2017 en Wayback Machine. | Curicó Unido          |          | Municipal de San Felipe    | Fabián Aracena   | 4 de marzo | 20:30    |          |          |          |
|                | San Marcos de Arica | 2 - 4 Archivado el 7 de marzo de 2017 en Wayback Machine. | Deportes La Serena    |          | Carlos Dittborn            | Marcelo Jeria    | 5 de marzo | 17:00    |          |          |          |
|                | Cobreloa            | 4 - 0 Archivado el 7 de marzo de 2017 en Wayback Machine. | Deportes Valdivia     |          | Zorros del Desierto        | Marcelo González | 5 de marzo | 17:00    |          |          |          |
|                | Ñublense            | 1 - 1 Archivado el 7 de marzo de 2017 en Wayback Machine. | Santiago Morning      |          | Nelson Oyarzún Arenas      | Nicolás Muñoz    | 5 de marzo | 18:00    |          |          |          |
|                | Unión La Calera     | 2 - 1 Archivado el 7 de marzo de 2017 en Wayback Machine. | Magallanes            |          | Lucio Fariña Fernández     | Carlos Rumiano   | 6 de marzo | 18:00    |          |          |          |
| Libre: Rangers |                     |                                                           |                       |          |                            |                  |            |          |          |          |          |

| Fecha 23        | Fecha 23              | Fecha 23                                                                                                | Fecha 23            | Fecha 23 | Fecha 23                  | Fecha 23          | Fecha 23    | Fecha 23 | Fecha 23 | Fecha 23 | Fecha 23 |
|                 | Local                 | Resultado                                                                                               | Visitante           |          | Estadio                   | Árbitro           | Fecha       | Hora     | TV       |          |          |
| --------------- | --------------------- | --- | ------------------- | -------- | ------------------------- | ----------------- | ----------- | -------- | -------- | -------- | -------- |
|                 | Deportes Copiapó      | 0 - 0 Archivado el 14 de marzo de 2017 en Wayback Machine.                                              | San Marcos de Arica |          | La Caldera                | Cristián Droguett | 11 de marzo | 16:00    |          |          |          |
|                 | Santiago Morning      | 1 - 0 Archivado el 14 de marzo de 2017 en Wayback Machine.                                              | Unión San Felipe    |          | Municipal de La Pintana   | José Cabero       | 11 de marzo | 17:00    |          |          |          |
|                 | Deportes Puerto Montt | 1 - 0 (enlace roto disponible en Internet Archive; véase el historial, la primera versión y la última). | Unión La Calera     |          | Chinquihue                | Claudio Aranda    | 11 de marzo | 18:00    |          |          |          |
|                 | Deportes Valdivia     | 2 - 0 Archivado el 14 de marzo de 2017 en Wayback Machine.                                              | Rangers             |          | Parque Municipal          | Patricio Blanca   | 11 de marzo | 18:00    |          |          |          |
|                 | Deportes La Serena    | 2 - 1 Archivado el 14 de marzo de 2017 en Wayback Machine.                                              | Iberia              |          | La Portada                | Omar Oporto       | 11 de marzo | 20:00    |          |          |          |
|                 | Magallanes            | 2 - 1 Archivado el 14 de marzo de 2017 en Wayback Machine.                                              | Ñublense            |          | Municipal de San Bernardo | Fabián Aracena    | 12 de marzo | 17:30    |          |          |          |
|                 | Curicó Unido          | 1 - 3 Archivado el 15 de marzo de 2017 en Wayback Machine.                                              | Coquimbo Unido      |          | La Granja                 | Nicolás Muñoz     | 13 de marzo | 20:30    |          |          |          |
| Libre: Cobreloa |                       | |                     |          |                           |                   |             |          |          |          |          |

| Fecha 24        | Fecha 24            | Fecha 24                                                                                                | Fecha 24              | Fecha 24 | Fecha 24                   | Fecha 24         | Fecha 24    | Fecha 24 | Fecha 24 | Fecha 24 | Fecha 24 |
|                 | Local               | Resultado                                                                                               | Visitante             |          | Estadio                    | Árbitro          | Fecha       | Hora     | TV       |          |          |
| --------------- | ------------------- | --- | --------------------- | -------- | -------------------------- | ---------------- | ----------- | -------- | -------- | -------- | -------- |
|                 | Unión San Felipe    | 2 - 0 Archivado el 21 de marzo de 2017 en Wayback Machine.                                              | Deportes Copiapó      |          | Municipal de San Felipe    | Benjamín Saravia | 18 de marzo | 18:00    |          |          |          |
|                 | Iberia              | 3 - 2 Archivado el 21 de marzo de 2017 en Wayback Machine.                                              | Magallanes            |          | Municipal de Los Ángeles   | Nicolás Muñoz    | 18 de marzo | 19:00    |          |          |          |
|                 | Unión La Calera     | 0 - 2 Archivado el 21 de marzo de 2017 en Wayback Machine.                                              | Deportes Valdivia     |          | Lucio Fariña Fernández     | Marcelo Jeria    | 18 de marzo | 20:00    |          |          |          |
|                 | Curicó Unido        | 1 - 0 Archivado el 21 de marzo de 2017 en Wayback Machine.                                              | Santiago Morning      |          | La Granja                  | Fabián Aracena   | 18 de marzo | 21:00    |          |          |          |
|                 | San Marcos de Arica | 3 - 0 (enlace roto disponible en Internet Archive; véase el historial, la primera versión y la última). | Cobreloa              |          | Carlos Dittborn            | Omar Oporto      | 19 de marzo | 17:00    |          |          |          |
|                 | Coquimbo Unido      | 1 - 0 Archivado el 21 de marzo de 2017 en Wayback Machine.                                              | Deportes La Serena    |          | Francisco Sánchez Rumoroso | Carlos Rumiano   | 19 de marzo | 18:00    |          |          |          |
|                 | Rangers             | 0 - 2 Archivado el 21 de marzo de 2017 en Wayback Machine.                                              | Deportes Puerto Montt |          | Fiscal de Talca            | Felipe Jara      | 19 de marzo | 18:00    |          |          |          |
| Libre: Ñublense |                     | |                       |          |                            |                  |             |          |          |          |          |

| Fecha 25                     | Fecha 25           | Fecha 25                                                   | Fecha 25            | Fecha 25 | Fecha 25                  | Fecha 25          | Fecha 25    | Fecha 25 | Fecha 25 | Fecha 25 | Fecha 25 |
|                              | Local              | Resultado                                                  | Visitante           |          | Estadio                   | Árbitro           | Fecha       | Hora     | TV       |          |          |
| ---------------------------- | ------------------ | ---------------------------------------------------------- | ------------------- | -------- | ------------------------- | ----------------- | ----------- | -------- | -------- | -------- | -------- |
|                              | Deportes Copiapó   | 1 - 2 Archivado el 26 de marzo de 2017 en Wayback Machine. | Rangers             |          | La Caldera                | Nicolás Muñoz     | 25 de marzo | 12:00    |          |          |          |
|                              | Deportes Valdivia  | 3 - 2 Archivado el 26 de marzo de 2017 en Wayback Machine. | Iberia              |          | Parque Municipal          | Claudio Aranda    | 25 de marzo | 17:00    |          |          |          |
|                              | Santiago Morning   | 2 - 1 Archivado el 26 de marzo de 2017 en Wayback Machine. | Coquimbo Unido      |          | Municipal de La Pintana   | Angelo Hermosilla | 25 de marzo | 17:00    |          |          |          |
|                              | Deportes La Serena | 0 - 1 Archivado el 26 de marzo de 2017 en Wayback Machine. | Unión La Calera     |          | La Portada                | Héctor Jona       | 25 de marzo | 19:00    |          |          |          |
|                              | Ñublense           | 0 - 2 Archivado el 27 de marzo de 2017 en Wayback Machine. | San Marcos de Arica |          | Nelson Oyarzún Arenas     | José Cabero       | 26 de marzo | 16:30    |          |          |          |
|                              | Cobreloa           | 2 - 0 Archivado el 27 de marzo de 2017 en Wayback Machine. | Unión San Felipe    |          | Zorros del Desierto       | César Deischler   | 26 de marzo | 17:00    |          |          |          |
|                              | Magallanes         | 0 - 1 Archivado el 27 de marzo de 2017 en Wayback Machine. | Curicó Unido        |          | Municipal de San Bernardo | Roberto Tobar     | 26 de marzo | 17:30    |          |          |          |
| Libre: Deportes Puerto Montt |                    |                                                            |                     |          |                           |                   |             |          |          |          |          |

| Fecha 26                | Fecha 26              | Fecha 26                                                  | Fecha 26           | Fecha 26 | Fecha 26                   | Fecha 26          | Fecha 26   | Fecha 26 | Fecha 26 | Fecha 26 | Fecha 26 |
|                         | Local                 | Resultado                                                 | Visitante          |          | Estadio                    | Árbitro           | Fecha      | Hora     | TV       |          |          |
| ----------------------- | --------------------- | --------------------------------------------------------- | ------------------ | -------- | -------------------------- | ----------------- | ---------- | -------- | -------- | -------- | -------- |
|                         | Unión San Felipe      | 1 - 1 Archivado el 4 de abril de 2017 en Wayback Machine. | Deportes La Serena |          | Municipal de San Felipe    | Nicolás Gamboa    | 1 de abril | 17:00    |          |          |          |
|                         | Deportes Puerto Montt | 1 - 1 Archivado el 3 de abril de 2017 en Wayback Machine. | Deportes Copiapó   |          | Chinquihue                 | Omar Oporto       | 1 de abril | 18:00    |          |          |          |
|                         | Coquimbo Unido        | 3 - 0 Archivado el 3 de abril de 2017 en Wayback Machine. | Deportes Valdivia  |          | Francisco Sánchez Rumoroso | Felipe Jara       | 1 de abril | 19:00    |          |          |          |
|                         | Rangers               | 1 - 1 Archivado el 3 de abril de 2017 en Wayback Machine. | Cobreloa           |          | Fiscal de Talca            | Roberto Tobar     | 1 de abril | 20:00    |          |          |          |
|                         | Ñublense              | 0 - 2 Archivado el 4 de abril de 2017 en Wayback Machine. | Iberia             |          | Nelson Oyarzún Arenas      | Cristián Droguett | 2 de abril | 16:30    |          |          |          |
|                         | San Marcos de Arica   | 2 - 0 Archivado el 4 de abril de 2017 en Wayback Machine. | Magallanes         |          | Carlos Dittborn            | Fabián Aracena    | 2 de abril | 17:00    |          |          |          |
|                         | Curicó Unido          | 1 - 0 Archivado el 4 de abril de 2017 en Wayback Machine. | Unión La Calera    |          | La Granja                  | Franco Arrué      | 3 de abril | 18:00    |          |          |          |
| Libre: Santiago Morning |                       |                                                           |                    |          |                            |                   |            |          |          |          |          |

| Fecha 27                   | Fecha 27           | Fecha 27                                                                                                | Fecha 27              | Fecha 27 | Fecha 27                  | Fecha 27         | Fecha 27    | Fecha 27 | Fecha 27 | Fecha 27 | Fecha 27 |
|                            | Local              | Resultado                                                                                               | Visitante             |          | Estadio                   | Árbitro          | Fecha       | Hora     | TV       |          |          |
| -------------------------- | ------------------ | --- | --------------------- | -------- | ------------------------- | ---------------- | ----------- | -------- | -------- | -------- | -------- |
|                            | Magallanes         | 1 - 0 Archivado el 9 de abril de 2017 en Wayback Machine.                                               | Santiago Morning      |          | Municipal de San Bernardo | Nicolás Muñoz    | 8 de abril  | 17:00    |          |          |          |
|                            | Iberia             | 3 - 5 Archivado el 9 de abril de 2017 en Wayback Machine.                                               | Rangers               |          | Municipal de Los Ángeles  | Benjamín Saravia | 8 de abril  | 19:00    |          |          |          |
|                            | Deportes La Serena | 1 - 0 Archivado el 9 de abril de 2017 en Wayback Machine.                                               | Ñublense              |          | La Portada                | Marcelo Jeria    | 8 de abril  | 19:00    |          |          |          |
|                            | Deportes Copiapó   | 0 - 0 Archivado el 10 de abril de 2017 en Wayback Machine.                                              | Curicó Unido          |          | El Cobre                  | Christian Rojas  | 9 de abril  | 14:30    |          |          |          |
|                            | Cobreloa           | 3 - 2 Archivado el 10 de abril de 2017 en Wayback Machine.                                              | Coquimbo Unido        |          | Zorros del Desierto       | Rafael Troncoso  | 9 de abril  | 16:00    |          |          |          |
|                            | Deportes Valdivia  | 2 - 0 (enlace roto disponible en Internet Archive; véase el historial, la primera versión y la última). | Deportes Puerto Montt |          | Parque Municipal          | José Cabero      | 9 de abril  | 18:00    |          |          |          |
|                            | Unión La Calera    | 2 - 2 Archivado el 11 de abril de 2017 en Wayback Machine.                                              | Unión San Felipe      |          | Lucio Fariña Fernández    | Claudio Aranda   | 10 de abril | 20:30    |          |          |          |
| Libre: San Marcos de Arica |                    | |                       |          |                           |                  |             |          |          |          |          |

| Fecha 28      | Fecha 28              | Fecha 28                                                   | Fecha 28            | Fecha 28 | Fecha 28                | Fecha 28           | Fecha 28    | Fecha 28 | Fecha 28 | Fecha 28 | Fecha 28 |
|               | Local                 | Resultado                                                  | Visitante           |          | Estadio                 | Árbitro            | Fecha       | Hora     | TV       |          |          |
| ------------- | --------------------- | ---------------------------------------------------------- | ------------------- | -------- | ----------------------- | ------------------ | ----------- | -------- | -------- | -------- | -------- |
|               | Deportes Valdivia     | 1 - 2 Archivado el 15 de abril de 2017 en Wayback Machine. | Magallanes          |          | Parque Municipal        | Cristián Droguett  | 14 de abril | 17:00    |          |          |          |
|               | Deportes La Serena    | 1 - 2 Archivado el 15 de abril de 2017 en Wayback Machine. | Cobreloa            |          | La Portada              | Felipe Jara        | 14 de abril | 18:00    |          |          |          |
|               | Unión San Felipe      | 2 - 0 Archivado el 16 de abril de 2017 en Wayback Machine. | San Marcos de Arica |          | Municipal de San Felipe | Carlos Rumiano     | 15 de abril | 17:00    |          |          |          |
|               | Unión La Calera       | 1 - 2 Archivado el 16 de abril de 2017 en Wayback Machine. | Ñublense            |          | Lucio Fariña Fernández  | Piero Maza         | 15 de abril | 17:00    |          |          |          |
|               | Deportes Puerto Montt | 1 - 0 Archivado el 16 de abril de 2017 en Wayback Machine. | Coquimbo Unido      |          | Chinquihue              | Fabián Aracena     | 15 de abril | 18:00    |          |          |          |
|               | Rangers               | 2 - 0 Archivado el 17 de abril de 2017 en Wayback Machine. | Curicó Unido        |          | Fiscal de Talca         | Francisco Gilabert | 16 de abril | 12:00    |          |          |          |
|               | Santiago Morning      | 2 - 0 Archivado el 17 de abril de 2017 en Wayback Machine. | Deportes Copiapó    |          | Municipal de La Pintana | Benjamín Saravia   | 16 de abril | 16:30    |          |          |          |
| Libre: Iberia |                       |                                                            |                     |          |                         |                    |             |          |          |          |          |

| Fecha 29                 | Fecha 29              | Fecha 29                                                   | Fecha 29            | Fecha 29 | Fecha 29                   | Fecha 29         | Fecha 29    | Fecha 29 | Fecha 29 | Fecha 29 | Fecha 29 |
|                          | Local                 | Resultado                                                  | Visitante           |          | Estadio                    | Árbitro          | Fecha       | Hora     | TV       |          |          |
| ------------------------ | --------------------- | ---------------------------------------------------------- | ------------------- | -------- | -------------------------- | ---------------- | ----------- | -------- | -------- | -------- | -------- |
|                          | Magallanes            | 3 - 4 Archivado el 23 de abril de 2017 en Wayback Machine. | Cobreloa            |          | Municipal de San Bernardo  | Omar Oporto      | 22 de abril | 17:00    |          |          |          |
|                          | Deportes Puerto Montt | 0 - 0 Archivado el 24 de abril de 2017 en Wayback Machine. | Unión San Felipe    |          | Chinquihue                 | Marcelo Jeria    | 22 de abril | 18:00    |          |          |          |
|                          | Rangers               | 3 - 3 Archivado el 23 de abril de 2017 en Wayback Machine. | Unión La Calera     |          | Fiscal de Talca            | Patricio Blanca  | 22 de abril | 18:00    |          |          |          |
|                          | Coquimbo Unido        | 1 - 0 Archivado el 23 de abril de 2017 en Wayback Machine. | San Marcos de Arica |          | Francisco Sánchez Rumoroso | Felipe Jara      | 22 de abril | 19:00    |          |          |          |
|                          | Ñublense              | 2 - 0 Archivado el 24 de abril de 2017 en Wayback Machine. | Deportes Copiapó    |          | Nelson Oyarzún Arenas      | Claudio Aranda   | 23 de abril | 16:00    |          |          |          |
|                          | Santiago Morning      | 3 - 1 Archivado el 24 de abril de 2017 en Wayback Machine. | Iberia              |          | Municipal de La Pintana    | Marcelo González | 23 de abril | 16:30    |          |          |          |
|                          | Curicó Unido          | 0 - 1 Archivado el 24 de abril de 2017 en Wayback Machine. | Deportes La Serena  |          | La Granja                  | José Cabero      | 23 de abril | 18:00    |          |          |          |
| Libre: Deportes Valdivia |                       |                                                            |                     |          |                            |                  |             |          |          |          |          |

| Fecha 30            | Fecha 30            | Fecha 30                                                                                                | Fecha 30              | Fecha 30 | Fecha 30                 | Fecha 30          | Fecha 30    | Fecha 30 | Fecha 30 | Fecha 30 | Fecha 30 |
|                     | Local               | Resultado                                                                                               | Visitante             |          | Estadio                  | Árbitro           | Fecha       | Hora     | TV       |          |          |
| ------------------- | ------------------- | --- | --------------------- | -------- | ------------------------ | ----------------- | ----------- | -------- | -------- | -------- | -------- |
|                     | Unión La Calera     | 0 - 1 (enlace roto disponible en Internet Archive; véase el historial, la primera versión y la última). | Santiago Morning      |          | Lucio Fariña Fernández   | Marcelo Jeria     | 28 de abril | 16:30    |          |          |          |
|                     | Deportes Copiapó    | 1 - 0 (enlace roto disponible en Internet Archive; véase el historial, la primera versión y la última). | Magallanes            |          | La Caldera               | Patricio Blanca   | 29 de abril | 16:00    |          |          |          |
|                     | Unión San Felipe    | 1 - 2 (enlace roto disponible en Internet Archive; véase el historial, la primera versión y la última). | Deportes Valdivia     |          | Municipal de San Felipe  | Eduardo Gamboa    | 29 de abril | 16:00    |          |          |          |
|                     | Iberia              | 0 - 1 (enlace roto disponible en Internet Archive; véase el historial, la primera versión y la última). | Coquimbo Unido        |          | Municipal de Los Ángeles | Omar Oporto       | 29 de abril | 19:00    |          |          |          |
|                     | Deportes La Serena  | 1 - 1 (enlace roto disponible en Internet Archive; véase el historial, la primera versión y la última). | Deportes Puerto Montt |          | La Portada               | Nicolás Gamboa    | 29 de abril | 19:00    |          |          |          |
|                     | Cobreloa            | 3 - 0 (enlace roto disponible en Internet Archive; véase el historial, la primera versión y la última). | Ñublense              |          | Zorros del Desierto      | Marcelo González  | 30 de abril | 16:00    |          |          |          |
|                     | San Marcos de Arica | 3 - 0 (enlace roto disponible en Internet Archive; véase el historial, la primera versión y la última). | Rangers               |          | Carlos Dittborn          | Cristián Droguett | 30 de abril | 17:00    |          |          |          |
| Libre: Curicó Unido |                     | |                       |          |                          |                   |             |          |          |          |          |

## Cuadro final
| Cuadro de Honor     | Cuadro de Honor | Cuadro de Honor |
| Equipo              | Premio          | Título(s)       |
| ------------------- | --------------- | --------------- |
| Curicó Unido        | Campeón         |                 |
| San Marcos de Arica | Subcampeón      | 2017            |
| Otros               |                 |                 |
| Coquimbo Unido      | Tercer lugar    |                 |
| Deportes La Serena  | Cuarto lugar    |                 |

## Estadísticas
Actualizado el 30 de abril de 2017.
| Top 10            | Top 10              | Top 10 |
| Jugador           | Equipo              | Goles  |
| ----------------- | ------------------- | ------ |
| Diego Ruiz        | Iberia              | 13     |
| Michael Silva     | San Marcos de Arica | 13     |
| Lucas Simón       | Cobreloa            | 10     |
| Sergio Comba      | Rangers             | 10     |
| Diego Alvarado    | Magallanes          | 9      |
| Javier Guarino    | Deportes Copiapó    | 8      |
| Carlos Soza       | Iberia              | 8      |
| Leonardo Espinoza | Santiago Morning    | 8      |
| Juan Manuel Tévez | Coquimbo Unido      | 7      |
| Leonardo Olivera  | Curicó Unido        | 7      |

| Tabla de goleadores completa | Tabla de goleadores completa | Tabla de goleadores completa |
| Jugador                      | Equipo                       | Goles                        |
| ---------------------------- | ---------------------------- | ---------------------------- |
| Gustavo Lanaro               | Deportes Valdivia            | 7                            |
| Óscar Ortega                 | Santiago Morning             | 7                            |
| Brayan Valdivia              | Unión San Felipe             | 7                            |
| José Pablo Monreal           | Curicó Unido                 | 6                            |
| Mauricio Salazar             | Deportes La Serena           | 6                            |
| Edgar Melo                   | Iberia                       | 6                            |
| Lucas Triviño                | Ñublense                     | 6                            |
| David Escalante              | Santiago Morning             | 6                            |
| Ignacio Jeraldino            | Unión San Felipe             | 6                            |
| Matías González              | Cobreloa                     | 5                            |
| Nelson Rebolledo             | Curicó Unido                 | 5                            |
| Gary Tello                   | Curicó Unido                 | 5                            |
| Jorge Aquino                 | Deportes La Serena           | 5                            |
| Christopher Ojeda            | Deportes Valdivia            | 5                            |
| Eric Pino                    | Deportes Valdivia            | 5                            |
| Mario Berríos                | Unión La Calera              | 5                            |
| Sebastián Zúñiga             | Unión San Felipe             | 5                            |
| Christian Pavez              | Cobreloa                     | 4                            |
| Fabián Ahumada               | Coquimbo Unido               | 4                            |
| Iván Ledezma                 | Coquimbo Unido               | 4                            |
| Marco Sebastián Pol          | Coquimbo Unido               | 4                            |
| Alfredo Ábalos               | Curicó Unido                 | 4                            |
| Sebastián Rivera             | Curicó Unido                 | 4                            |
| Nicolás Suárez               | Deportes Copiapó             | 4                            |
| Bryan Cortés                 | Deportes La Serena           | 4                            |
| Rafael Viotti                | Deportes La Serena           | 4                            |
| Francisco Román              | Deportes Puerto Montt        | 4                            |
| Andrés Reyes                 | Magallanes                   | 4                            |
| Adrián Toloza                | Magallanes                   | 4                            |
| Sebastián Páez               | Ñublense                     | 4                            |
| Eduardo Vilches              | Ñublense                     | 4                            |
| Sebastián Céspedes           | Rangers                      | 4                            |
| Bruno Romo                   | Rangers                      | 4                            |
| Joaquín Verdugo              | Rangers                      | 4                            |
| Matías Castro                | San Marcos de Arica          | 4                            |
| Matías Campos López          | Unión San Felipe             | 4                            |
| José Luis Jiménez            | Cobreloa                     | 3                            |
| Pablo Parra                  | Cobreloa                     | 3                            |
| José Luis Silva              | Cobreloa                     | 3                            |
| Manuel Fernández             | Coquimbo Unido               | 3                            |
| Eric Godoy                   | Curicó Unido                 | 3                            |
| Fabián Hormazábal            | Curicó Unido                 | 3                            |
| Rodrigo Brito                | Deportes La Serena           | 3                            |
| Cristóbal Marín              | Deportes La Serena           | 3                            |
| John Jairo Mosquera          | Deportes La Serena           | 3                            |
| Hans Salinas                 | Deportes La Serena           | 3                            |
| Juan Pablo Abarzúa           | Deportes Puerto Montt        | 3                            |
| Claudio Latorre              | Deportes Puerto Montt        | 3                            |
| Juan Gutiérrez               | Iberia                       | 3                            |
| Fabián Torres Cuello         | Iberia                       | 3                            |
| Juan Gonzalo Lorca           | Magallanes                   | 3                            |
| Nicolás Núñez                | Magallanes                   | 3                            |
| Diego Pezoa                  | Magallanes                   | 3                            |
| Francisco Ibáñez             | San Marcos de Arica          | 3                            |
| Sebastián Méndez             | San Marcos de Arica          | 3                            |
| Cristóbal Cáceres            | Santiago Morning             | 3                            |
| Gonzalo Reyes                | Santiago Morning             | 3                            |
| Federico Laurito             | Unión La Calera              | 3                            |
| Jorge Orellana               | Unión San Felipe             | 3                            |
| Sebastián Romero             | Cobreloa                     | 2                            |
| Arturo Sanhueza              | Cobreloa                     | 2                            |
| Mauro Aguirre                | Coquimbo Unido               | 2                            |
| Francisco Arrué              | Coquimbo Unido               | 2                            |
| Leonardo Monje               | Coquimbo Unido               | 2                            |
| Franco Bechtholdt            | Curicó Unido                 | 2                            |
| Martín Cortés                | Curicó Unido                 | 2                            |
| Javier Elizondo              | Curicó Unido                 | 2                            |
| Francisco Silva              | Curicó Unido                 | 2                            |
| Jefferson Castillo           | Deportes Puerto Montt        | 2                            |
| Joaquín Díaz                 | Deportes Puerto Montt        | 2                            |
| Wladimir Herrera             | Deportes Puerto Montt        | 2                            |
| Diego Aguirre                | Deportes Valdivia            | 2                            |
| Andrés Díaz                  | Deportes Valdivia            | 2                            |
| Joaquín Aguilera             | Iberia                       | 2                            |
| Matías Guardia               | Iberia                       | 2                            |
| Felipe Pinilla               | Iberia                       | 2                            |
| Carlos Cisternas             | Magallanes                   | 2                            |
| Marco Prieto                 | Magallanes                   | 2                            |
| Felipe Albornoz              | Ñublense                     | 2                            |
| Minor López                  | Ñublense                     | 2                            |
| Emiliano Pedreira            | Ñublense                     | 2                            |
| Milton Benítez               | Rangers                      | 2                            |
| Miguel Orellana              | Rangers                      | 2                            |
| Nicolás Rivera               | Rangers                      | 2                            |
| Matías Arrúa                 | San Marcos de Arica          | 2                            |
| José Martínez                | San Marcos de Arica          | 2                            |
| Octavio Pozo                 | San Marcos de Arica          | 2                            |
| Diego Cerón                  | Santiago Morning             | 2                            |
| Jorge Gatica                 | Santiago Morning             | 2                            |
| Germán Ferreyra              | Unión La Calera              | 2                            |
| Leonardo Marinucci           | Unión La Calera              | 2                            |
| Pedro Sánchez                | Unión La Calera              | 2                            |
| Matías Sen                   | Unión La Calera              | 2                            |
| Mirko Serrano                | Unión La Calera              | 2                            |
| Alfio Lorenzo                | Unión San Felipe             | 2                            |
| Alejandro Monzón             | Unión San Felipe             | 2                            |
| Vildan Alfaro                | Cobreloa                     | 1                            |
| Michael Contreras            | Cobreloa                     | 1                            |
| Vanderson Gomes              | Cobreloa                     | 1                            |
| Walter Gómez                 | Cobreloa                     | 1                            |
| Koob Hurtado                 | Cobreloa                     | 1                            |
| Ignacio Jara                 | Cobreloa                     | 1                            |
| Joe Abrigo                   | Coquimbo Unido               | 1                            |
| Nicolás Crovetto             | Coquimbo Unido               | 1                            |
| Kilian Delgado               | Coquimbo Unido               | 1                            |
| Leandro Reymúndez            | Coquimbo Unido               | 1                            |
| Ángel Rojas                  | Coquimbo Unido               | 1                            |
| Mikel Arguinarena            | Curicó Unido                 | 1                            |
| René Bugueño                 | Curicó Unido                 | 1                            |
| Matías Canales               | Curicó Unido                 | 1                            |
| Kevin Egaña                  | Deportes Copiapó             | 1                            |
| Jorge González               | Deportes Copiapó             | 1                            |
| Kevin Orrián                 | Deportes Copiapó             | 1                            |
| Wilson Piñones               | Deportes Copiapó             | 1                            |
| David Portillo               | Deportes Copiapó             | 1                            |
| Eduardo Pucheta              | Deportes Copiapó             | 1                            |
| Matías Sánchez               | Deportes Copiapó             | 1                            |
| Sebastián Villegas           | Deportes Copiapó             | 1                            |
| Albano Becica                | Deportes La Serena           | 1                            |
| Giovanni Campusano           | Deportes La Serena           | 1                            |
| Bernardo Cerezo              | Deportes La Serena           | 1                            |
| Matías Farfán                | Deportes La Serena           | 1                            |
| José Jorquera                | Deportes La Serena           | 1                            |
| Jorge Gálvez                 | Deportes Puerto Montt        | 1                            |
| Rodrigo Jara                 | Deportes Puerto Montt        | 1                            |
| Jonathan Núñez               | Deportes Puerto Montt        | 1                            |
| Pablo Soto                   | Deportes Puerto Montt        | 1                            |
| Diego Subiabre               | Deportes Puerto Montt        | 1                            |
| Franco Coronel               | Deportes Valdivia            | 1                            |
| Nahuel Donadell              | Deportes Valdivia            | 1                            |
| Christian Durán              | Deportes Valdivia            | 1                            |
| Jonathan Guajardo            | Deportes Valdivia            | 1                            |
| Carlos Opazo                 | Deportes Valdivia            | 1                            |
| Leonardo Uribe               | Deportes Valdivia            | 1                            |
| Juan Abarca                  | Iberia                       | 1                            |
| Giovanni Narváez             | Iberia                       | 1                            |
| Rodrigo Brasesco             | Magallanes                   | 1                            |
| José Luis García             | Magallanes                   | 1                            |
| Franco Medina                | Magallanes                   | 1                            |
| Christian Bustamante         | Ñublense                     | 1                            |
| José Loncón                  | Ñublense                     | 1                            |
| Gaspar Páez                  | Ñublense                     | 1                            |
| José Antonio Rojas           | Ñublense                     | 1                            |
| José Barrera                 | Rangers                      | 1                            |
| Nino Rojas                   | Rangers                      | 1                            |
| Jorge Sotomayor              | Rangers                      | 1                            |
| Nicolás Trecco               | Rangers                      | 1                            |
| John Agüero                  | San Marcos de Arica          | 1                            |
| Hardy Cavero                 | San Marcos de Arica          | 1                            |
| Jorge Guajardo               | San Marcos de Arica          | 1                            |
| Jorge Henríquez              | San Marcos de Arica          | 1                            |
| Cristián Neculñir            | San Marcos de Arica          | 1                            |
| Bryan Taiva                  | San Marcos de Arica          | 1                            |
| Ricardo Adé                  | Santiago Morning             | 1                            |
| Nicolás Díaz                 | Santiago Morning             | 1                            |
| Jaime Gaete                  | Santiago Morning             | 1                            |
| Nozomi Kimura                | Santiago Morning             | 1                            |
| Alfredo Rojas                | Santiago Morning             | 1                            |
| Lucas Bracco                 | Unión La Calera              | 1                            |
| Víctor Cisternas             | Unión La Calera              | 1                            |
| Jorge Gálvez                 | Unión La Calera              | 1                            |
| Álvaro Madrid                | Unión La Calera              | 1                            |
| Felipe Salinas               | Unión La Calera              | 1                            |
| Andrés Vergara               | Unión La Calera              | 1                            |
| Francisco Ayala              | Unión San Felipe             | 1                            |
| Juan Córdova                 | Unión San Felipe             | 1                            |
| Félix Cortés                 | Unión San Felipe             | 1                            |
| Gonzalo Villegas             | Unión San Felipe             | 1                            |

     Máximo goleador del campeonato.

## Datos y más estadísticas

### Récords de goles
- Primer gol del torneo: anotado por José Barrera, de Rangers, ante Curicó Unido. (29 de julio).
- Último gol del torneo: anotado por Michael Silva, de San Marcos de Arica, ante Rangers. (30 de abril).
- Gol más rápido: Minuto 3'.[15]
  - Anotado por Sebastián Zúñiga, de Unión San Felipe, ante Unión La Calera. (Fecha 9).[15]
- Gol más cercano al final del encuentro: Minuto 95'.
  - Anotado por Gary Tello, de Curicó Unido, ante Deportes Puerto Montt. (Fecha 11).
- Mayor número de goles marcados en un partido: 8 goles.
  - Deportes Iberia 3-5 Rangers. (Fecha 27).
- Mayor victoria de local:
  - Cobreloa 5-1 Unión La Calera (Fecha 19).
  - Cobreloa 4-0 Rangers de Talca. (Fecha 7).
  - Cobreloa 4-0 Deportes Valdivia. (Fecha 22).
  - Deportes Iberia 4-0 Deportes Valdivia. (Fecha 11).
- Mayor victoria de visita:
  - Deportes Iberia 1-4 Santiago Morning. (Fecha 9).
  - San Marcos de Arica 1-4 Curicó Unido. (Fecha 20).

### Rachas de equipos
- Racha más larga de victorias: de 6 partidos.
  - San Marcos de Arica (Fecha 9 – 11, 15, 12 - 13).
  - Curicó Unido (Fecha 10 - 15).
- Racha más larga de partidos sin perder: de 20 partidos.
  - Curicó Unido (Fecha 1 – 3, 5 – 17, 22).
- Racha más larga de derrotas: de 4 partidos.
  - Ñublense (Fecha 23, 25 – 27).
- Racha más larga de partidos sin ganar: de 12 partidos.
  - Unión La Calera (Fecha 8 - 14, 16 - 20).

## Minutos jugados por juveniles
- El reglamento del Campeonato Nacional Loto de la Primera B Temporada 2016-17, señala en su artículo 34 inciso 4, que “en todos los partidos del campeonato, deberán incluir en la planilla de juego, a lo menos dos jugadores chilenos nacidos a partir del 01 de enero de 1996”. Está obligación, también se extiende a la Copa Chile MTS y a los torneos de la Primera División y de la Segunda División Profesional.
- En la sumatoria de todos los partidos del campeonato nacional (30 fechas), cada club deberá hacer jugar a lo menos, el equivalente al cincuenta por ciento (50%), de los minutos que dispute el club en el respectivo campeonato a jugadores chilenos, nacidos a partir del 1 de enero de 1996. Para los efectos de la sumatoria, el límite a contabilizar por partido será de 90 minutos, según lo que consigne el árbitro en su planilla de juego, apunta el reglamento. O sea, durante 1350 minutos del certamen, los DT deberán tener en cancha a un juvenil.
- Los clubes que no cumplan con esta normativa, sufrirán la pérdida de puntos, más una multa de quinientas unidades de fomento (500UF), las cuales se descontarán tanto de la tabla de la fase regular de cada rueda, como en la tabla general acumulada. Si el cumplimiento de los minutos alcanza entre el 40,1 al 45 % de los minutos, el descuento será de seis puntos de pérdida y si el cumplimiento alcanza al 40 % o menos de los minutos, el descuento será de nueve puntos.

| Cobreloa                                       | 1350 | 1184 | 166 | 87.7  |
| Coquimbo Unido                                 | 1350 | 1005 | 345 | 74.44 |
| Curicó Unido                                   | 1350 | 809  | 541 | 59.93 |
| Deportes Copiapó                               | 1350 | 665  | 685 | 49.26 |
| Deportes La Serena                             | 1350 | 802  | 548 | 59.41 |
| Deportes Puerto Montt                          | 1350 | 885  | 495 | 65.56 |
| Deportes Valdivia                              | 1350 | 892  | 458 | 66.07 |
| Iberia                                         | 1350 | 858  | 492 | 63.56 |
| Magallanes                                     | 1350 | 1064 | 286 | 78.81 |
| Ñublense                                       | 1350 | 1215 | 135 | 90    |
| Rangers                                        | 1350 | 1082 | 268 | 80.15 |
| San Marcos de Arica                            | 1350 | 1260 | 90  | 93.33 |
| Santiago Morning                               | 1350 | 1260 | 90  | 93.33 |
| Unión La Calera                                | 1350 | 1134 | 216 | 84    |
| Unión San Felipe                               | 1350 | 1048 | 302 | 77.63 |
| Última actualización: 11 de diciembre de 2016. |      |      |     |       |

     Cumplieron con el reglamento.

     No cumplieron con el reglamento.

## Asistencia en los estadios
Fecha de actualización: 30 de abril de 2017

### 20 partidos con mejor asistencia
| Fecha | Estadio                                 | Ciudad    | Local               | Visita                | Público |
| ----- | --------------------------------------- | --------- | ------------------- | --------------------- | ------- |
| 24    | Bicentenario Francisco Sánchez Rumoroso | Coquimbo  | Coquimbo Unido      | Deportes La Serena    | 7.916   |
| 2     | Bicentenario La Portada                 | La Serena | Deportes La Serena  | Coquimbo Unido        | 7.264   |
| 23    | Bicentenario La Portada                 | La Serena | Deportes La Serena  | Iberia                | 4.887   |
| 12    | Bicentenario La Portada                 | La Serena | Deportes La Serena  | San Marcos de Arica   | 4.572   |
| 2     | Bicentenario Nelson Oyarzún Arenas      | Chillán   | Ñublense            | Magallanes            | 4.268   |
| 4     | Bicentenario Nelson Oyarzún Arenas      | Chillán   | Ñublense            | Deportes Puerto Montt | 4.236   |
| 21    | Bicentenario La Granja                  | Curicó    | Curicó Unido        | Ñublense              | 4.173   |
| 30    | Zorros del Desierto                     | Calama    | Cobreloa            | Ñublense              | 4.158   |
| 28    | Bicentenario La Portada                 | La Serena | Deportes La Serena  | Cobreloa              | 4.102   |
| 10    | Bicentenario Fiscal                     | Talca     | Rangers             | San Marcos de Arica   | 4.023   |
| 26    | Bicentenario La Granja                  | Curicó    | Curicó Unido        | Unión La Calera       | 3.934   |
| 14    | Bicentenario La Granja                  | Curicó    | Curicó Unido        | San Marcos de Arica   | 3.491   |
| 15    | Bicentenario Carlos Dittborn            | Arica     | San Marcos de Arica | Santiago Morning      | 3.480   |
| 1     | Bicentenario Francisco Sánchez Rumoroso | Coquimbo  | Coquimbo Unido      | Cobreloa              | 3.414   |
| 4     | Bicentenario La Portada                 | La Serena | Deportes La Serena  | Magallanes            | 3.336   |
| 11    | Bicentenario Francisco Sánchez Rumoroso | Coquimbo  | Coquimbo Unido      | Santiago Morning      | 3.323   |
| 13    | Bicentenario Carlos Dittborn            | Arica     | San Marcos de Arica | Deportes Valdivia     | 3.308   |
| 8     | Bicentenario Francisco Sánchez Rumoroso | Coquimbo  | Coquimbo Unido      | Iberia                | 3.291   |
| 25    | Bicentenario La Portada                 | La Serena | Deportes La Serena  | Unión La Calera       | 3.257   |
| 9     | Bicentenario Carlos Dittborn            | Arica     | San Marcos de Arica | Ñublense              | 3.235   |

### Promedio de asistencia por clubes
| #                | Club                  | Promedio | Partidos de local                    | Estadio                                            |
| ---------------- | --------------------- | -------- | ------------------------------------ | -------------------------------------------------- |
| 1                | Deportes La Serena    | 3.569    | 14                                   | La Portada (La Serena)                             |
| 2                | Coquimbo Unido        | 3.145    | 14                                   | Bicentenario Francisco Sánchez Rumoroso (Coquimbo) |
| 3                | Curicó Unido          | 2.521    | 14                                   | La Granja (Curicó)                                 |
| 4                | Ñublense              | 2.491    | 14                                   | Bicentenario Nelson Oyarzún Arenas (Chillán)       |
| 5                | Cobreloa              | 2.432    | 14                                   | Zorros del Desierto (Calama)                       |
| 6                | Rangers               | 2.234    | 14                                   | Bicentenario Fiscal (Talca)                        |
| 7                | San Marcos de Arica   | 2.027    | 14                                   | Bicentenario Carlos Dittborn (Arica)               |
| 8                | Deportes Puerto Montt | 1.911    | 14                                   | Regional de Chinquihue (Puerto Montt)              |
| 9                | Deportes Valdivia     | 1.580    | 14                                   | Parque Municipal (Valdivia)                        |
| 10               | Unión La Calera       | 1.204    | 14                                   | Municipal Lucio Fariña Fernández (Quillota)        |
| 11               | Magallanes            | 1.107    | 14                                   | Municipal de San Bernardo (San Bernardo)           |
| 12               | Iberia                | 793      | 14                                   | Municipal de Los Ángeles (Los Ángeles)             |
| 13               | Unión San Felipe      | 705      | 14                                   | Municipal de San Felipe (San Felipe)               |
| Santiago Morning | 395                   | 14       | Municipal de La Pintana (La Pintana) |                                                    |
| 15               | Deportes Copiapó      | 295      | 14                                   | La Caldera (Caldera)                               |